# Lockheed Martin F-16 Fighting Falcon
El Lockheed Martin F-16 Fighting Falcon es un caza polivalente monomotor desarrollado por la compañía estadounidense General Dynamics en los años 1970 para la Fuerza Aérea de los Estados Unidos; entró en servicio en 1978. Diseñado como caza ligero de acuerdo con las reglas de vuelo visual diurnas, fue evolucionando hasta convertirse en un caza polivalente. 
En 1993, el Fighting Falcon cambió de fabricante, ya que ese año General Dynamics vendió su empresa de producción de aeronaves a la compañía Lockheed, la que hoy en día es Lockheed Martin, después de su fusión en 1995 con Martin Marietta. Aunque ya no se construye para la Fuerza Aérea estadounidense, la producción todavía sigue activa para la exportación. El avión también ha sido construido bajo licencia en otros países, como Bélgica, Corea del Sur, los Países Bajos y Turquía. 
El Fighting Falcon es un avión especializado en el combate aéreo cercano que introdujo numerosas innovaciones, entre las que se incluyen una cabina tipo burbuja sin armazón para una mejor visibilidad, la palanca de control lateral para un mejor control bajo fuerzas G elevadas, y el asiento reclinado para reducir el efecto de las fuerzas G en el piloto. Se trata del primer avión de combate construido a propósito para soportar giros de 9 G. Su buena relación empuje a peso le proporciona potencia para incluso ascender y acelerar verticalmente, si es necesario. Para llevar a cabo sus misiones dispone de un cañón automático interno M61 Vulcan y hasta 11 soportes externos para montar varios tipos de misiles, bombas, depósitos de combustible suplementarios y pods (contenedores de aviónica, contramedidas, etc.).
El F-16 ha logrado un gran éxito en el mercado de exportación, habiendo sido seleccionado para servir en las fuerzas aéreas de más de veinticinco países. Se convirtió en el mayor programa de aviación de combate de reacción de Occidente, con más de 4570 aviones construidos desde que su producción fuera iniciada en 1976. Ha participado en numerosos conflictos, sobre todo en la zona de los Balcanes y en Oriente Medio. Esta aeronave también se puede ver en dos grupos de acrobacia aérea; el Thunderbirds de Estados Unidos, desde 1983, y el Black Knights de Singapur, desde 2000. A pesar de que el nombre oficial del F-16 es Fighting Falcon (que en inglés significa «halcón luchador» o «halcón de pelea»), también es muy conocido por el apodo Viper («víbora»).
Estaba previsto que el F-16 permaneciera en servicio con la Fuerza Aérea de los Estados Unidos hasta 2025. El avión que lo sustituirá es el Lockheed Martin F-35 Lightning II, cuya entrada en servicio fue en 2015 y que lo irá reemplazando gradualmente.

## Desarrollo

### Origen
Con la experiencia en la guerra de Vietnam se revelaron varios defectos en las capacidades de los cazas estadounidenses, principalmente en el F-4 Phantom II, y se demostró que ni esos aviones ni sus pilotos estaban preparados para el combate aéreo cercano. Esta necesidad de nuevos cazas de superioridad aérea llevó a la Fuerza Aérea de los Estados Unidos (USAF) a iniciar en 1965 dos proyectos para desarrollar nuevos aviones de altas prestaciones: el programa FX (siglas en inglés de Fighter Experimental, en español «caza experimental»), que buscaba un diseño bimotor del orden de las 20 toneladas con ala de geometría variable, aviónica avanzada y misiles de largo alcance; y el programa ADF (Advanced Day Fighter, caza diurno avanzado), con expectativas de diseñar un caza ligero de unas 11 toneladas que pudiese superar en un 25 por ciento las prestaciones del MiG-21 soviético. Sin embargo, en julio de 1967 apareció el MiG-25, con capacidad para alcanzar velocidades cercanas a Mach 3. Ante tal suceso, el Departamento de Defensa de los Estados Unidos dio prioridad al programa FX, que desembocó en el F-15 Eagle, y el programa ADF fue pospuesto.

### Programa LWF
Un grupo informal, pero influyente, llamado «Fighter Mafia», liderado por el analista de sistemas Pierre Sprey, el piloto de pruebas Charles E. Meyers y el piloto de caza Adolfo Giampaoli, consideraba que el programa del F-15 iba por mal camino; seguía siendo un avión de grandes dimensiones, no especialmente capacitado para el combate de corto alcance. Además, creía que la necesidad de la Fuerza Aérea era un nuevo avión de combate ligero, barato y con buena maniobrabilidad, mientras que la USAF insistía en que la prioridad era el F-15. No obstante, el apoyo a la Fighter Mafia fue aumentando en el Congreso y en la Secretaría de Defensa. Así, el 16 de enero de 1971, el vicesecretario de Defensa David A. Packard comenzó el programa LWF (Lightweight Fighter, caza ligero) para evaluar las posibilidades de tal avión.
El programa LWF buscaba en principio un avión de un peso de 9000 kg, bajo coste, muy altas prestaciones por debajo de Mach 1,6 y buena relación empuje/peso. En principio sólo nació para establecer hasta qué grado se podría desarrollar un caza pequeño y barato, pero rápidamente se vio su potencial para la exportación y para el reemplazo del F-104 Starfighter. Packard abogó por el modelo de competición, en el que se elegirían dos modelos para hacer los prototipos y de entre ellos se elegiría al vencedor. Los fabricantes Boeing, General Dynamics, LTV y Rockwell propusieron aviones monomotores, mientras que Northrop hizo lo propio con un diseño bimotor. A pesar de que las propuestas de Boeing y General Dynamics eran las mejores, los dos aviones elegidos para la competición fueron los de General Dynamics y Northrop, ya que los países interesados en la compra de este nuevo avión estaban interesados en un bimotor, a raíz de los numerosos accidentes sufridos por el monomotor F-104.

### Prototipos

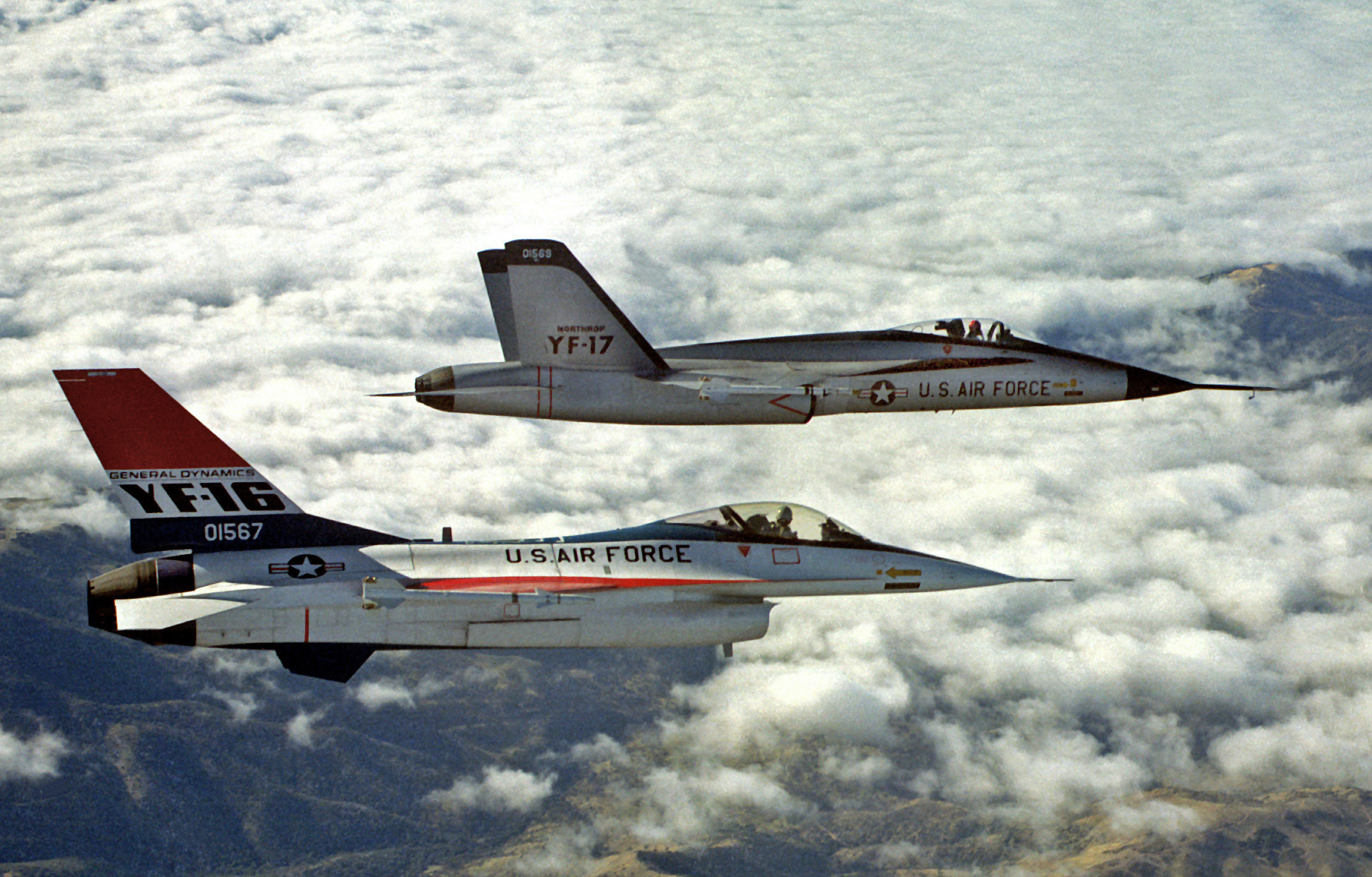
Los prototipos General Dynamics YF-16 y Northrop YF-17 volando juntos.

El 13 de abril de 1972 fueron elegidos los modelos General Dynamics 401 y Northrop P.530, redesignándose YF-16 e YF-17 respectivamente. Mientras que el YF-17 era un avión relativamente convencional, el YF-16 era un diseño totalmente nuevo, que incluía numerosas innovaciones tecnológicas, tales como controles de vuelo fly-by-wire, inestabilidad y cabina de vuelo avanzada.
El primer vuelo del prototipo YF-16 tuvo lugar en la Base de la Fuerza Aérea Edwards (California) el 21 de enero de 1974, aunque fue un primer vuelo inesperado. Durante ese día las pruebas eran de rodaje a alta velocidad, pero a 222 km/h el avión comenzó a oscilar violentamente y el piloto Phil Oestricher decidió elevarse para evitar salirse de la pista y, luego, aterrizar nuevamente. El primer vuelo planificado ocurrió el 2 de febrero de ese mismo año, en el que el avión logró ascender hasta los 9000 m y alcanzó velocidades de más de 600 km/h. El segundo prototipo voló el 9 de marzo de 1974.
Seguía existiendo rechazo al programa LWF en el seno de la Fuerza Aérea, pues se veía como una amenaza al F-15. El programa fue renombrado ACF (Air Combat Fighter, Avión de Combate Aéreo) en abril de 1974 para rebajar la oposición. Mientras, cuatro países de la OTAN (Bélgica, Dinamarca, Países Bajos y Noruega) estaban interesados en buscar un avión que reemplazara a sus F-104. Entre las opciones estudiadas se encontraban el Mirage F1, el Saab Viggen y los dos ACF. El ganador del programa ACF sería probablemente el elegido, pero los cuatro países querían saber si la USAF iba a comprarlo. En octubre de 1974, el secretario de Defensa James R. Schlesinger anunció la intención por parte de la Fuerza Aérea de comprar 600 unidades, con la posibilidad de ampliarla a 1400 o más.
El 13 de enero de 1975, el YF-16 fue elegido vencedor del ACF por ser más maniobrable, más barato y tener mayor alcance. Otra razón esgrimida por la USAF era que el YF-16 usaba el motor Pratt & Whitney F100; el mismo que el F-15. También hubo razones políticas, ya que, con el final de la producción en serie del bombardero supersónico F-111, el futuro de General Dynamics estaba en entredicho.

### Evolución

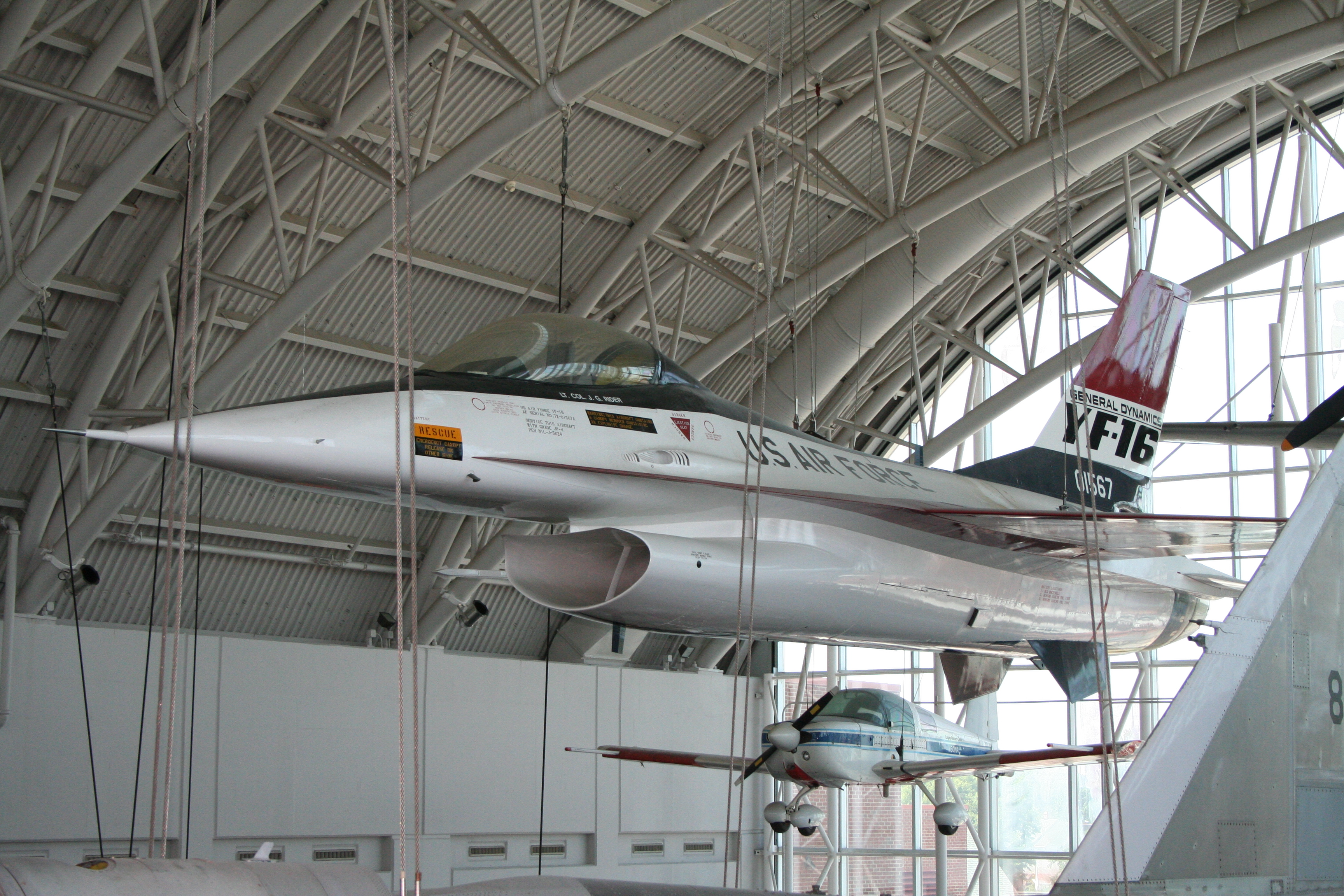
Prototipo YF-16 actualmente expuesto en el Virginia Air and Space Center.

Después de ser seleccionado, el diseño del prototipo YF-16 fue alterado para la producción en serie del F-16. El fuselaje fue alargado 26,9 cm, el radomo del morro fue cambiado por uno más grande para albergar el radar AN/APG-66, el área alar fue incrementada de 26 a 28 m², la altura del estabilizador vertical fue reducida significativamente, las aletas ventrales fueron alargadas, se le añadieron dos compartimentos de reserva más, y la puerta de dos hojas original para la rueda delantera fue reemplazada por una única puerta de batiente lateral. Estas modificaciones hicieron que el peso del F-16 se incrementara cerca de un 35 % con respeto a los prototipos YF-16.
Otro cambio necesario que originalmente había sido pasado por alto fue provocado por la necesidad de más control de cabeceo para evitar condiciones de entrada en pérdida a grandes ángulos de ataque. Las pruebas sobre modelos del YF-16 llevadas a cabo por el Langley Research Center habían encontrado el posible problema, pero ningún otro laboratorio había sido capaz de reproducirlo. Las pruebas en vuelo del YF-16 no habían sido lo suficientemente exhaustivas como para resolver la cuestión, pero las pertinentes pruebas en vuelo con los aviones de preproducción FSD demostraron que era una auténtica preocupación. Como resultado, se incrementó el área de los estabilizadores horizontales un 25 %; esta «cola grande» fue introducida en el Bloque 15 en 1981 y posteriormente aplicada a los aviones que ya habían sido producidos previamente. Además de reducir significativamente (aunque no eliminando) el riesgo de entrada en pérdida, los estabilizadores más grandes también mejoran la estabilidad y permiten una rotación de despegue más rápida.
En los años 80 se llevó a cabo el programa MSIP (Multinational Staged Improvement Program) para desarrollar nuevas capacidades para el F-16, mitigar riesgos durante actualizaciones de tecnología, y asegurar su validez en un entorno de amenazas cambiantes. El programa modernizó el F-16 en tres etapas. En general, el proceso MSIP permitió una rápida introducción de nuevas capacidades, a bajo coste, y con riesgos reducidos en comparación con los programas de modernización y mejoras de sistemas tradicionales. El F-16 fue involucrado en otros programas de mejora y programas de extensión de vida de servicio en la primera década del 2000.

### Producción
| Fabricante principal                                                                             |
| ------------------------------------------------------------------------------------------------ |
| General Dynamics (1975-1993) → Lockheed (1993-1995) → Lockheed Martin (1995-act.)                |
| Grupo de Participación Europea                                                                   |
| Fokker (2.ª línea de montaje) SABCA (3.ª línea de montaje) Kongsberg (partes) Terma A/S (partes) |
| Otros fabricantes con licencia                                                                   |
| TAI (4.ª línea de montaje) KAI (5.ª línea de montaje)                                            |

La fabricación de los aviones de preproducción F-16 FSD se puso en marcha en la planta de Fort Worth de General Dynamics, en Texas, a finales de 1975. El primer ejemplar, un monoplaza F-16A, salió de la fábrica el 20 de octubre de 1976, y realizó su primer vuelo el 8 de diciembre de ese año. El primer modelo biplaza llevó a cabo su primer vuelo el 8 de agosto de 1977. El modelo estándar de producción inicial voló por primera vez el 7 de agosto de 1978, y su entrega fue aceptada por la Fuerza Aérea de los Estados Unidos el 6 de enero de 1979. El F-16 recibió el 21 de julio de 1980 su apodo formal de «Fighting Falcon», y entró en servicio operacional en la USAF con la 388.ª Ala de Cazas Tácticos en la Base de la Fuerza Aérea Hill el 1 de octubre de 1980.
El 7 de junio de 1975, durante la celebración del Paris Air Show, los cuatro socios europeos, ahora conocidos como el Grupo de Participación Europea, se inscribieron para la adquisición de 348 aviones de combate. Estos fueron repartidos entre las Fuerzas Aéreas de Participación Europea o EPAF (del inglés European Participation Air Forces) en 116 para Bélgica, 58 para Dinamarca, 102 para los Países Bajos, y 72 para Noruega. Se fabricarían en dos líneas de producción europeas: una en las instalaciones Schiphol-Oost de Fokker en los Países Bajos, y la otra en la planta Gossellies de SABCA en Bélgica. La producción sería dividida en 184 y 164 unidades respectivamente. La compañía noruega Kongsberg Vaapenfabrikk y la danesa Terma A/S también fabricaron partes y realizaron subensamblajes para los aparatos de las EPAF. La coproducción europea fue emprendida oficialmente el 1 de julio de 1977 en la fábrica de Fokker. A mediados de noviembre de 1977, se comenzaron a enviar a Fort Worth componentes producidos por Fokker para ensamblar fuselajes, los cuales eran devueltos otra vez a Europa (este proceso con SABCA comenzó en enero de 1978); el ensamblaje final de aviones de las EPAF comenzó en la planta belga el 15 de febrero de 1978, iniciándose las entregas a la Fuerza Aérea Belga en enero de 1979. La línea neerlandesa se puso en marcha en abril de 1978 y entregó su primer aparato a la Real Fuerza Aérea de los Países Bajos en junio de 1979. En 1980 fue entregado el primer caza a la Real Fuerza Aérea Noruega por parte de SABCA, y a la Real Fuerza Aérea Danesa por parte de Fokker. Estos países del grupo de participación europea aumentaron sus flotas de aviones F-16 posteriormente con más pedidos.
Desde entonces se ha establecido una línea de producción más en Ankara (Turquía), donde desde finales de los años 80 y durante los años 90, Turkish Aerospace Industries (TAI) ha producido bajo licencia 232 F-16 Block 30/40/50 para la Fuerza Aérea Turca, y estaban en marcha 30 unidades del Bloque 50 Advanced para el año 2010. TAI también fabricó 46 aparatos del Bloque 40 para Egipto a mediados de la década de 1990. La compañía aeroespacial coreana Korean Aerospace Industries (KAI) abrió otra línea de producción para el programa KF-16 de la Fuerza Aérea de la República de Corea, produciendo 140 aviones Block 52 desde mediados de los 90 a mediados de la primera década del 2000. Si la India selecciona el nuevo F-16IN para obtener su avión de combate polivalente medio en el programa MRCA, sería establecida una sexta línea de producción del F-16 en ese país para producir al menos 108 cazas.

## Diseño

### Visión general
El F-16 es un avión táctico polivalente, supersónico y monomotor. Fue diseñado para ser un «caballo de batalla» con buena relación coste-rendimiento que pudiese desempeñar varios tipos de misiones y mantenerse preparado constantemente. Es mucho más pequeño y ligero que sus predecesores, pero emplea aviónica y aerodinámica avanzadas, además de ser el primero en emplear un sistema de control de vuelo de estabilidad estática relajada/fly-by-wire (RSS/FBW), para lograr un mejor desempeño de maniobras. Sumamente ágil, el Fighting Falcon puede tirar maniobras a 9 G y puede alcanzar una velocidad máxima por encima de Mach 2.
El F-16 está equipado con un cañón automático M61 Vulcan de 20 mm en el encastre del ala izquierda: el F-16A se distingue por tener cuatro respiraderos detrás del orificio para el cañón M61, mientras que el subsiguiente F-16C solo tiene dos respiraderos.
Los primeros modelos podrían armarse con hasta seis misiles aire-aire (AAM) de corto alcance y guía infrarroja AIM-9 Sidewinder, incluyendo un misil montado en un raíl lanzador dedicado en cada punta alar. Algunas variantes también pueden emplear el AAM de mediano alcance y guiado por radar AIM-7 Sparrow, y las versiones más recientes pueden ser equipadas con el moderno AIM-120 AMRAAM. También puede emplear otros AAM; una amplia variedad de misiles aire-superficie, cohetes o bombas; contenedores de contramedidas electrónicas (ECM), de navegación, de búsqueda de blancos o contenedores de armas; y tanques de combustible externos en hasta once puntos de anclaje (seis bajo las alas, dos en los extremos de las alas, y tres bajo el fuselaje).

### Configuración general

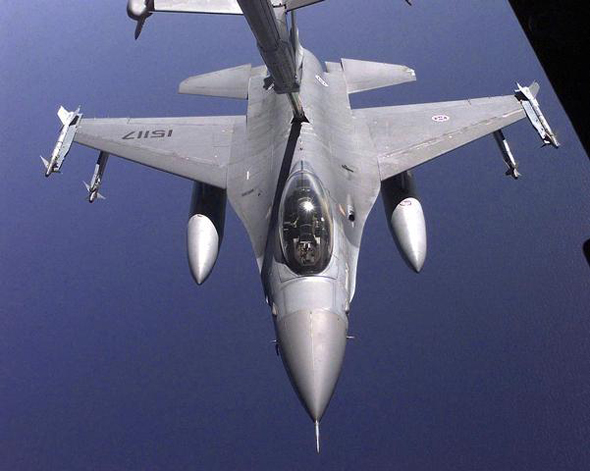
Un F-16A de la Fuerza Aérea Portuguesa siendo reabastecido en vuelo por un KC-10 Extender.

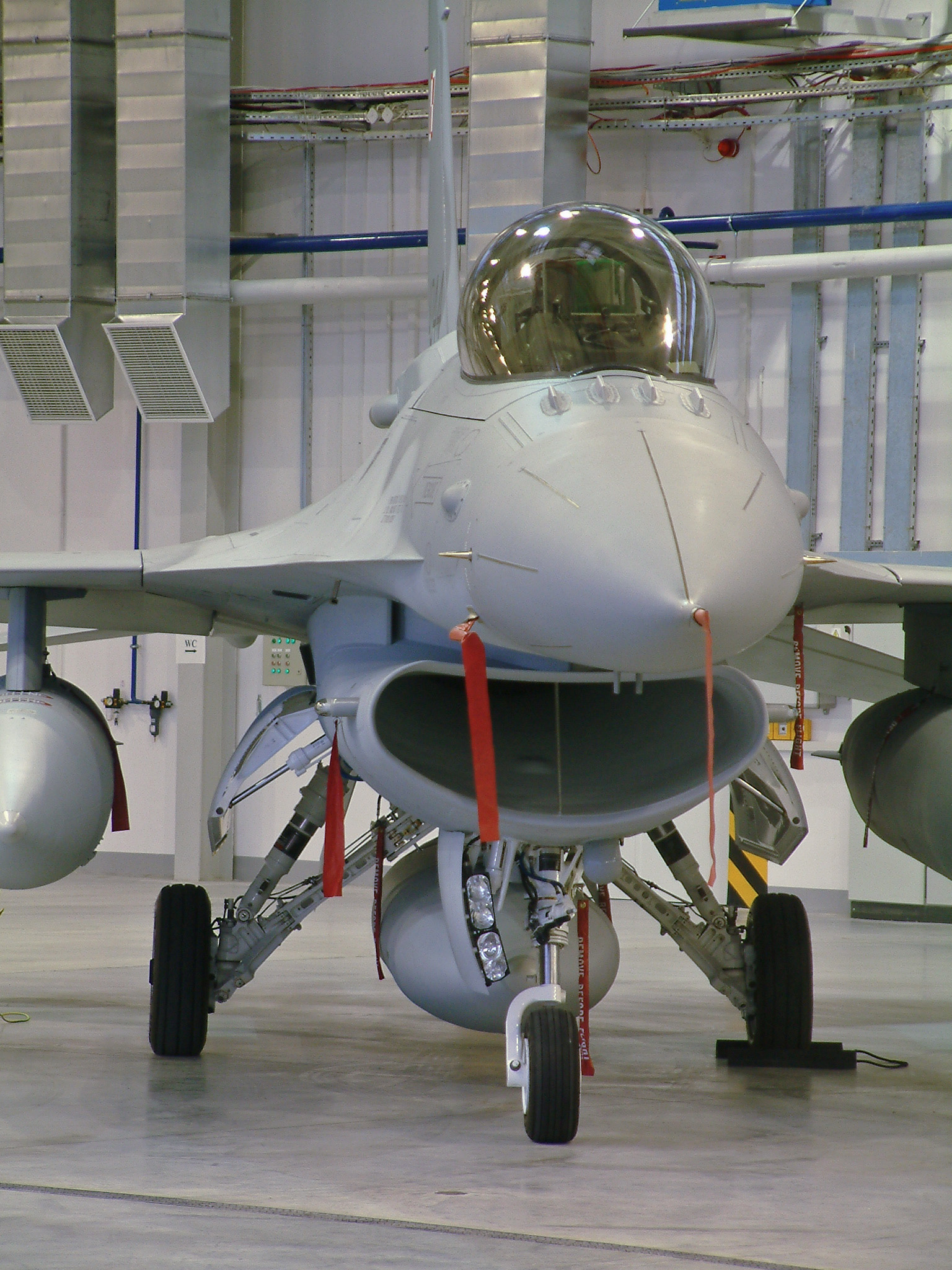
En este F-16C Block 52+ polaco se ve claramente la cabina con forma de burbuja.

El diseño del F-16 emplea una forma de ala en delta cortada, incorporando un carenado del encastre ala-fuselaje y extensiones del borde de ataque para el control del vórtice en la parte delantera; una toma de aire ventral de geometría fija para la admisión del motor turbofán; una disposición de cola de tres planos convencional con estabilizadores horizontales completamente móviles; una pareja de aletas ventrales bajo el fuselaje, justo detrás del borde de fuga de las alas; cabina tipo burbuja de una sola pieza; y un tren de aterrizaje en configuración triciclo con la rueda delantera de dirección retráctil alojada debajo del conducto de entrada de aire, y desplegándose justo detrás del borde de admisión. Dispone de un receptáculo para reabastecimiento en vuelo con pértiga localizado a cierta distancia detrás de la cabina. Los dos aerofrenos de aleta doble de los que dispone se encuentran entre los estabilizadores horizontales de cola y la tobera del motor, como terminación trasera de los encastres ala-fuselaje, y el gancho de parada está montado debajo de la popa del fuselaje.
En la base del estabilizador vertical de cola tiene otro carenado, usado para alojar varios elementos como dispositivos ECM o paracaídas de frenado. Algunos modelos posteriores del F-16, como la variante F-16I del Block 50, también poseen un abultado carenado dorsal que discurre a lo largo del «lomo» del fuselaje, desde la parte trasera de la cabina de vuelo hasta el carenado de cola. Este espacio extra puede ser usado para albergar equipamiento adicional o combustible.

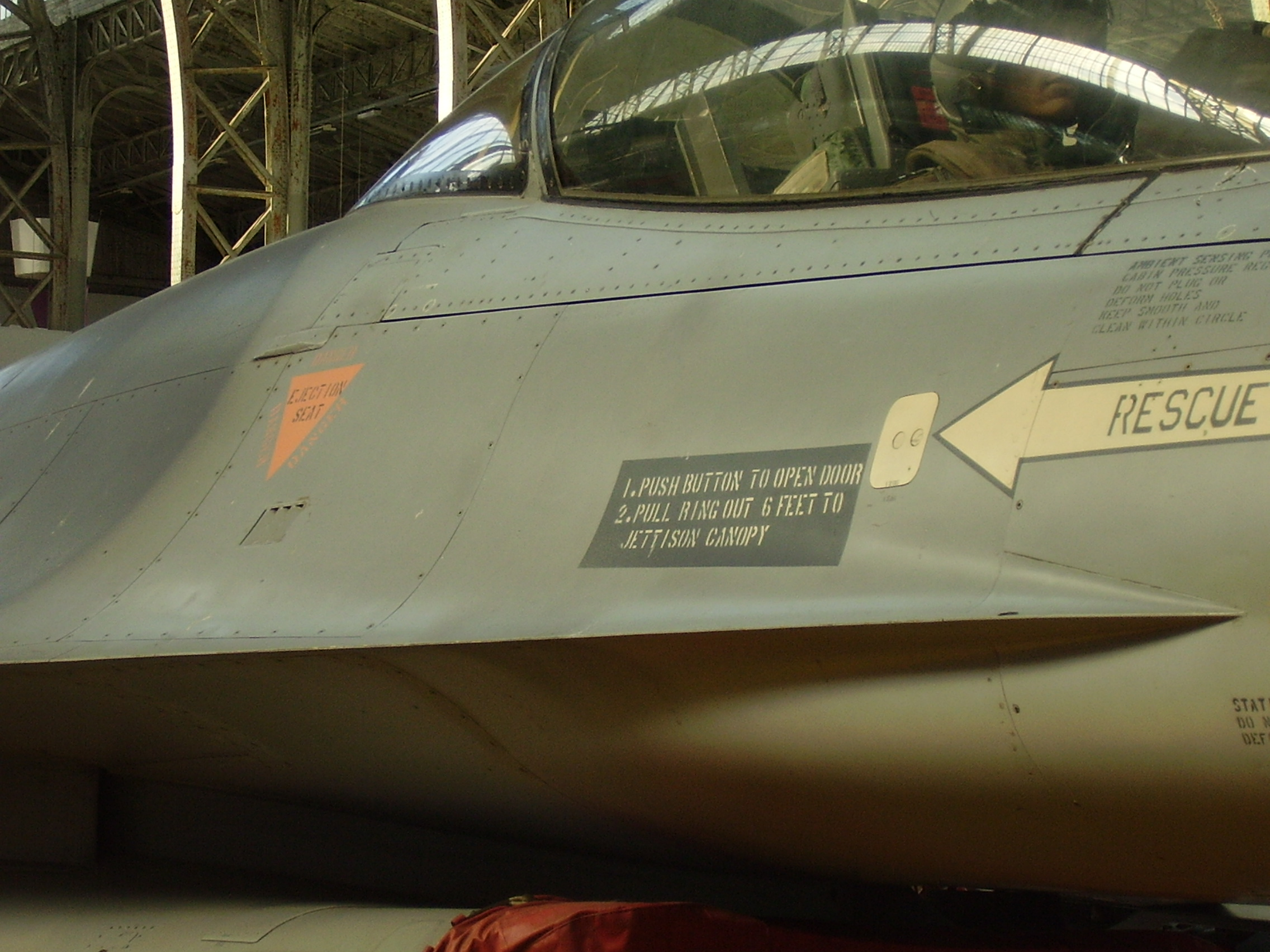
Extensión del borde de ataque en el lado derecho de un F-16.
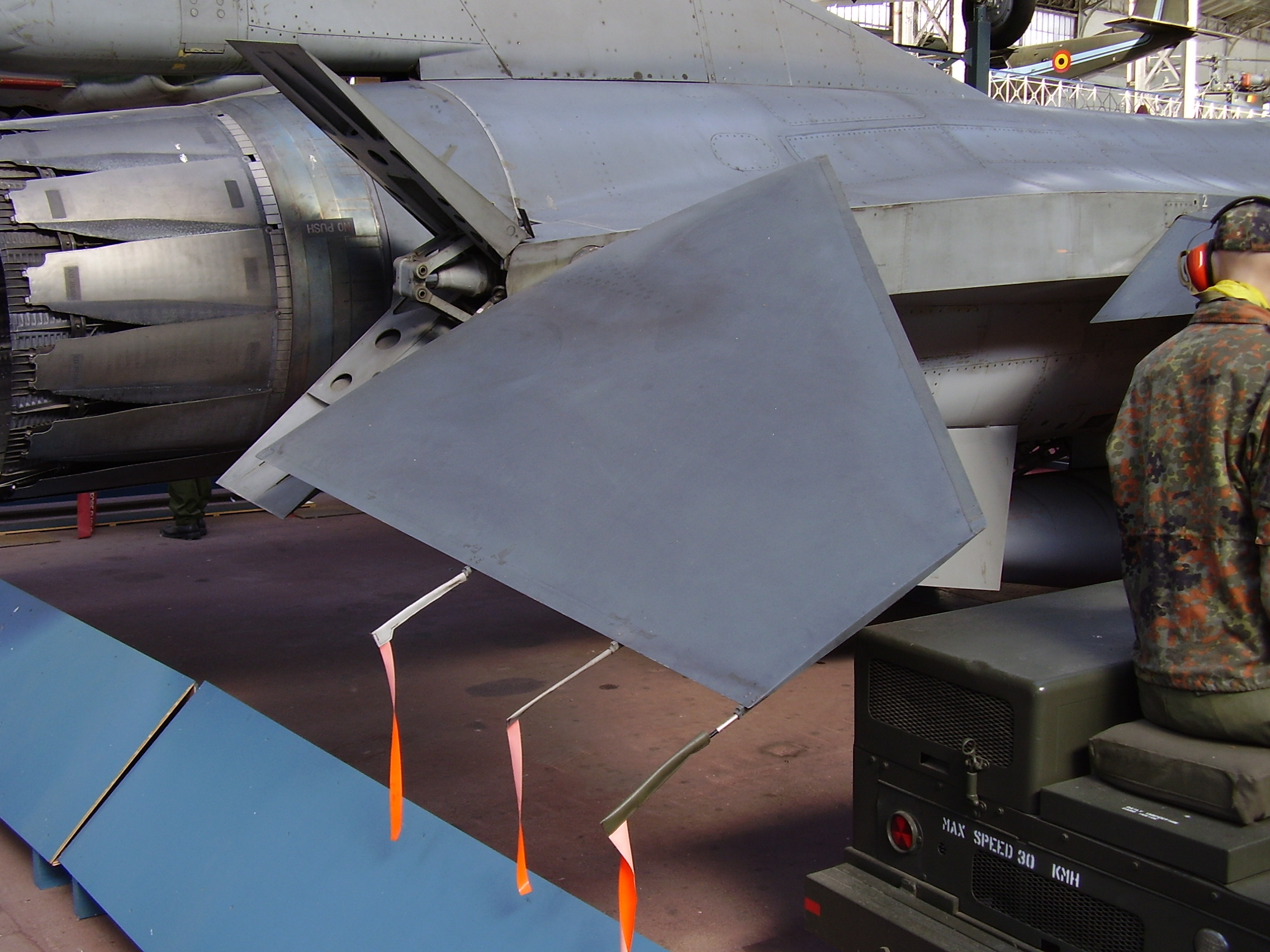
Timón de profundidad del lado derecho en un F-16 belga.
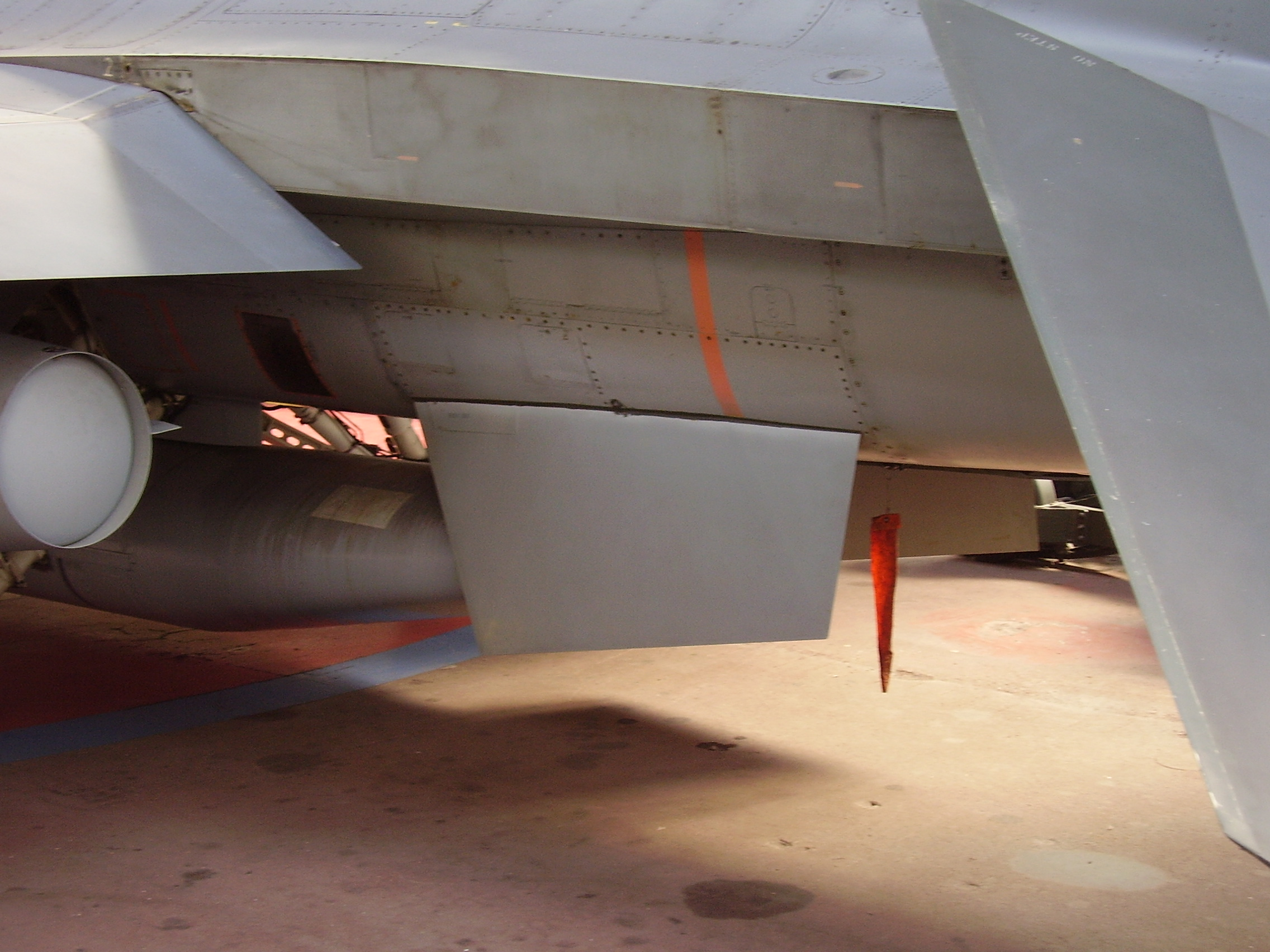
Aletas ventrales de un F-16.
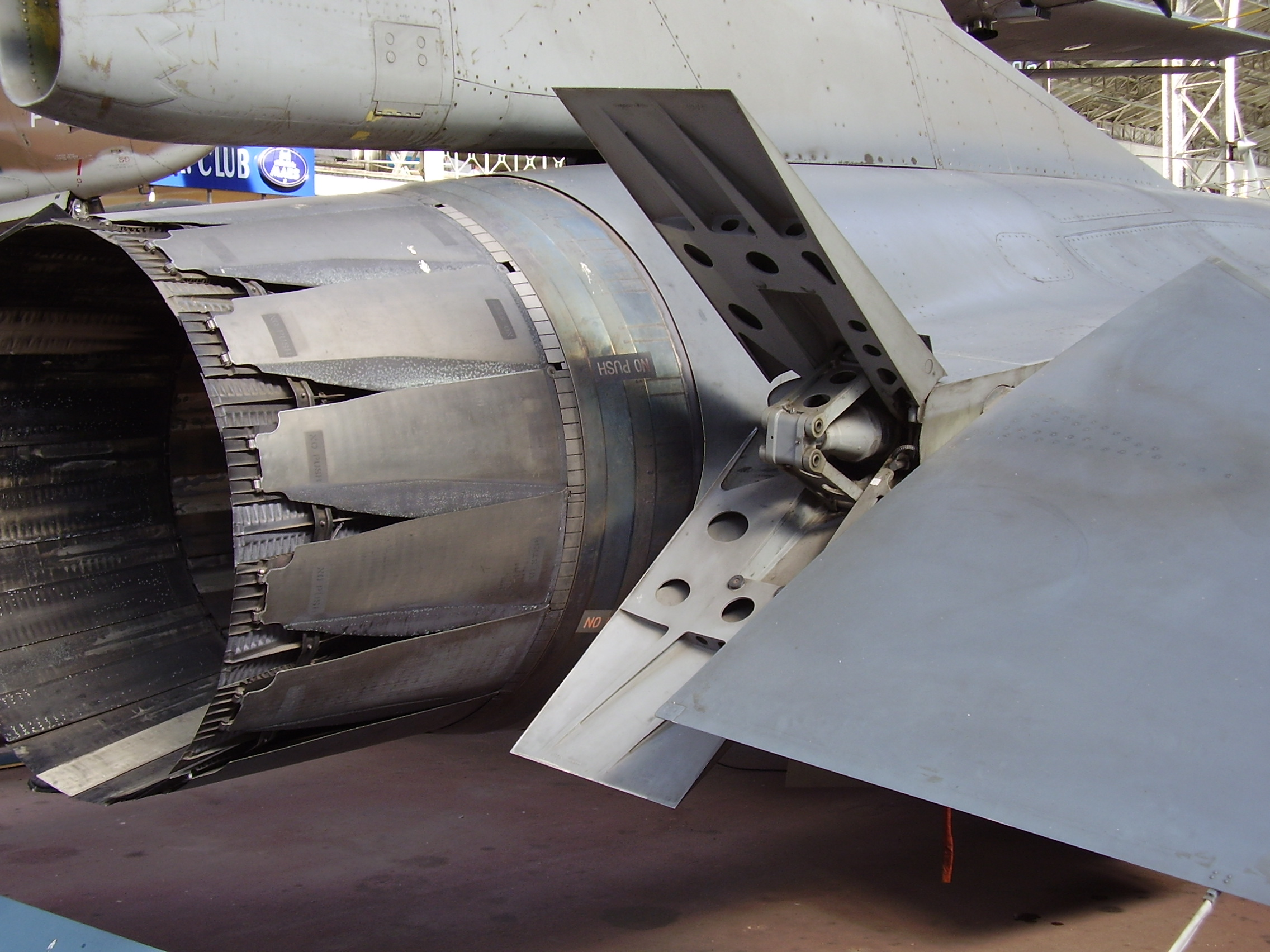
Aerofreno de aleta doble del lado derecho en un F-16.
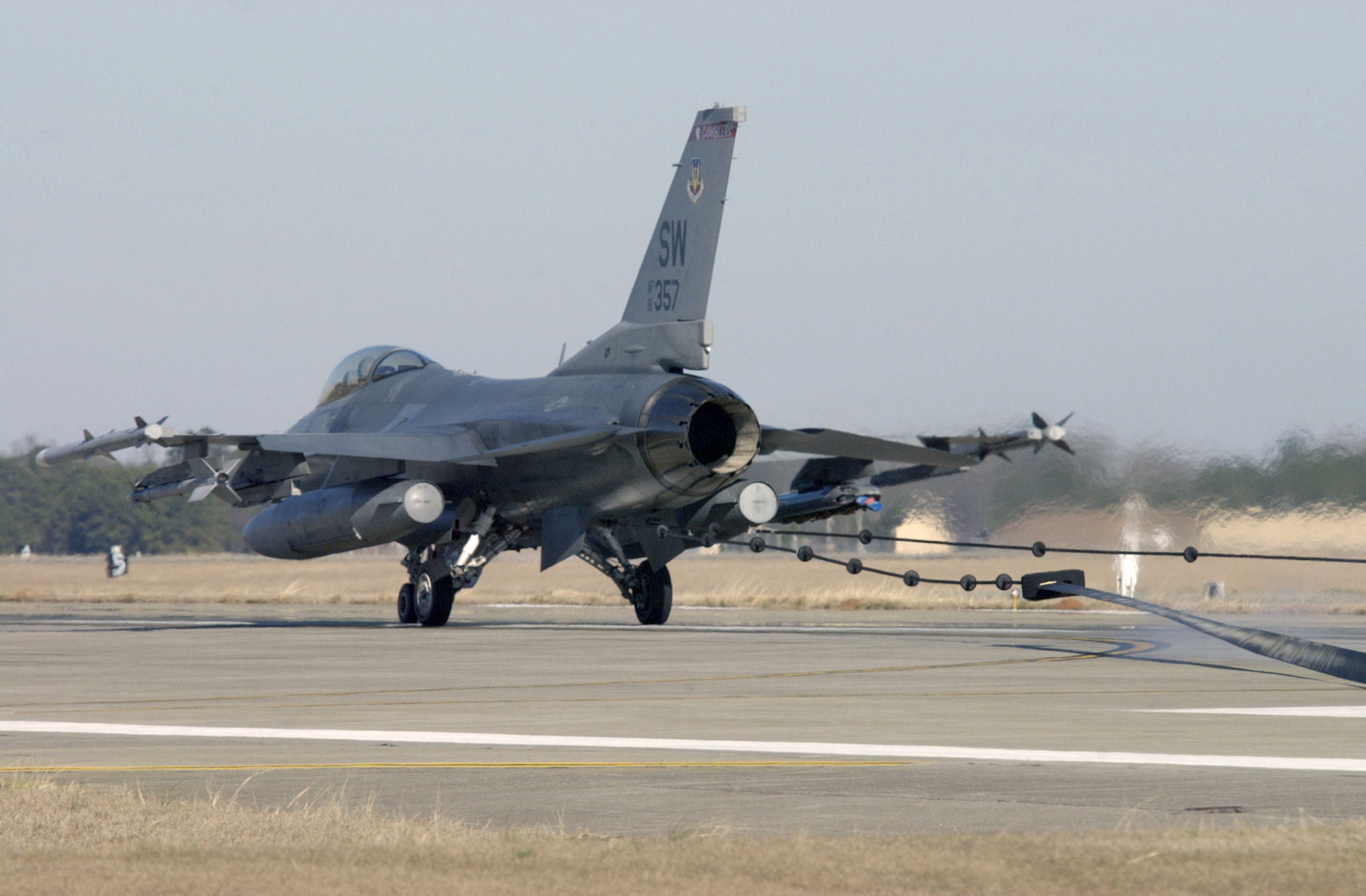
Un F-16 utilizando el gancho de parada.

El F-16 fue diseñado para ser relativamente económico de fabricar y mucho más simple de mantener que los aviones de combate de anteriores generaciones. Su estructura se compone aproximadamente de un 80 % de aleaciones de aluminio, un 8 % de acero, un 3 % de materiales compuestos, y un 1,5 % de titanio. Las superficies de control, como las aletas de borde de ataque, los alerones, y aletas ventrales, hacen uso extensivo de elementos estructurales de panel de "nido de abeja" de aluminio y recubrimiento laminado de polímero reforzado con fibra de carbono. El F-16A dispone de 228 paneles de acceso por toda la aeronave, alrededor de un 80 % de los cuales son accesibles directamente. El número de puntos de lubricación, conexiones de líneas de combustible, y módulos reemplazables también se redujo enormemente comparado con sus predecesores.
A pesar de que el programa LWF de la USAF había requerido una vida estructural de la aeronave de sólo 4000 horas de vuelo, y la capacidad de alcanzar 7,33 G con un 80 % de combustible interno, los ingenieros de General Dynamics decidieron desde el principio diseñar la estructura del F-16 con una vida de hasta 8000 horas de duración y para maniobras a 9 G con el depósito interno lleno. Esto resultó ser una ventaja cuando la misión del avión cambió de solamente combate aire-aire a operaciones polivalentes. Sin embargo, los cambios realizados por encima del uso operacional planeado y el aumento continuo de peso debido a la adición de más sistemas han requerido varios programas de fortalecimiento estructural.

### Mandos de vuelo

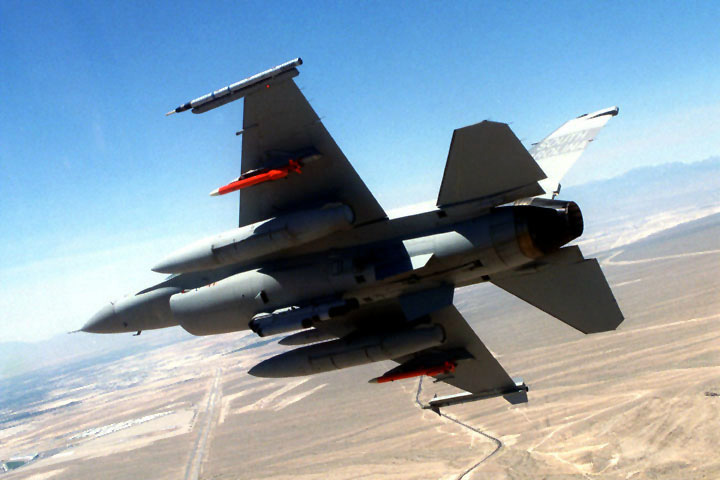
Un F-16C Block 52 de la 169.ª Ala de Cazas de la USAF.

#### Estabilidad estática negativa
El YF-16 fue el primer avión del mundo diseñado de forma intencionada para ser aerodinámicamente un poco inestable. Esta técnica, llamada «estabilidad estática relajada» (en inglés RSS o relaxed static stability), fue incorporada para aumentar la maniobrabilidad del caza. La mayoría de los aviones están diseñados con estabilidad estática positiva, que induce a la aeronave a regresar a su actitud original. Sin embargo, la estabilidad estática positiva dificulta la maniobrabilidad del aparato, ya que la tendencia a continuar en sus actitud actual se opone a esfuerzo del piloto por maniobrar; por otro lado, una aeronave con estabilidad estática negativa estará, en la ausencia de aportación de control, preparada para cambiar de nivel y abandonar el vuelo estable. Por consiguiente, un avión con estabilidad estática negativa será más maniobrable que uno que es positivamente estable.

#### Mandos de vuelo electrónicos
Para contrarrestar esta tendencia a salirse del vuelo controlado y evitar la necesidad de hacer movimientos de compensación constantes por parte del piloto, el F-16 dispone de un sistema de control de vuelo electrónico de cuatro canales de tipo fly-by-wire (FBW). La computadora de control de vuelo, que es un componente clave del sistema, acepta las órdenes del piloto a través de la palanca de control y de los pedales del timón, y manipula las superficies de control de tal manera que se produzca la maniobra resultante deseada sin perder el control (conocido como «salirse» del vuelo controlado). La computadora de control de vuelo también toma miles de medidas por segundo de la actitud de la aeronave, y automáticamente hace correcciones para compensar las desviaciones y mantener la ruta de vuelo sin necesidad de que intervenga el piloto, permitiendo de esta manera el vuelo estable. Esto ha generado un aforismo común entre los pilotos de F-16: «Tú no vuelas un F-16; él te vuela a ti».

### Cabina de vuelo
Una de las características más notables del F-16 desde la perspectiva del piloto es el excepcional campo de visión desde la cabina de vuelo, una característica que es vital durante el combate aire-aire. La cabina tipo burbuja de una sola pieza de policarbonato y a prueba de aves proporciona una visibilidad completa de 360°, con un ángulo de visión hacia abajo de 40° por los lados y 15° por el morro (lo más común en sus predecesores eran 12-13°); para lograr esto, el asiento del piloto va montado en una posición elevada. Además, a diferencia de la mayoría de los cazas, la cubierta de la carlinga del F-16 no tiene ningún arco estructural que obstruiría parte de la visión del piloto. No obstante, la excesiva longitud de la configuración en tándem de los F-16 biplaza hace necesario un arco estructural entre los pilotos.

Eyección del piloto de un F-16 de los USAF Thunderbirds a menos de un segundo de impactar contra el suelo. 14 de septiembre de 2003.

El asiento eyectable cero-cero ACES II impulsado por cohete que monta el F-16 está reclinado hacia atrás con un inusual ángulo de 30°, ya que los asientos de los cazas más antiguos o contemporáneos solían tener una inclinación hacia atrás cercana a los 13-15°. El gran ángulo de inclinación fue escogido para aumentar la tolerancia del piloto a las fuerzas G elevadas, y para reducir su susceptibilidad a la pérdida de consciencia inducida por fuerza G. El mayor ángulo del asiento, no obstante, también ha sido asociado con un mayor riesgo de dolor en el cuello cuando no es mitigado por el uso adecuado del reposacabezas. Consecuentemente, los diseños de aviones de combate estadounidenses posteriores a este pasaron a tener un ángulo de inclinación más moderado, de 20°. Debido al excesivo ángulo de inclinación del asiento y al espesor de la cúpula de policarbonato, el asiento eyectable del F-16 carece de los raíles de acero para romper la cabina de los que disponen la mayoría de los sistemas de eyección de otras aeronaves. En el F-16, la eyección del tripulante se realiza después de deshacerse de la cubierta: cuando el viento relativo arranca la cabina lejos del avión, un cable acciona los cohetes para impulsar el asiento.

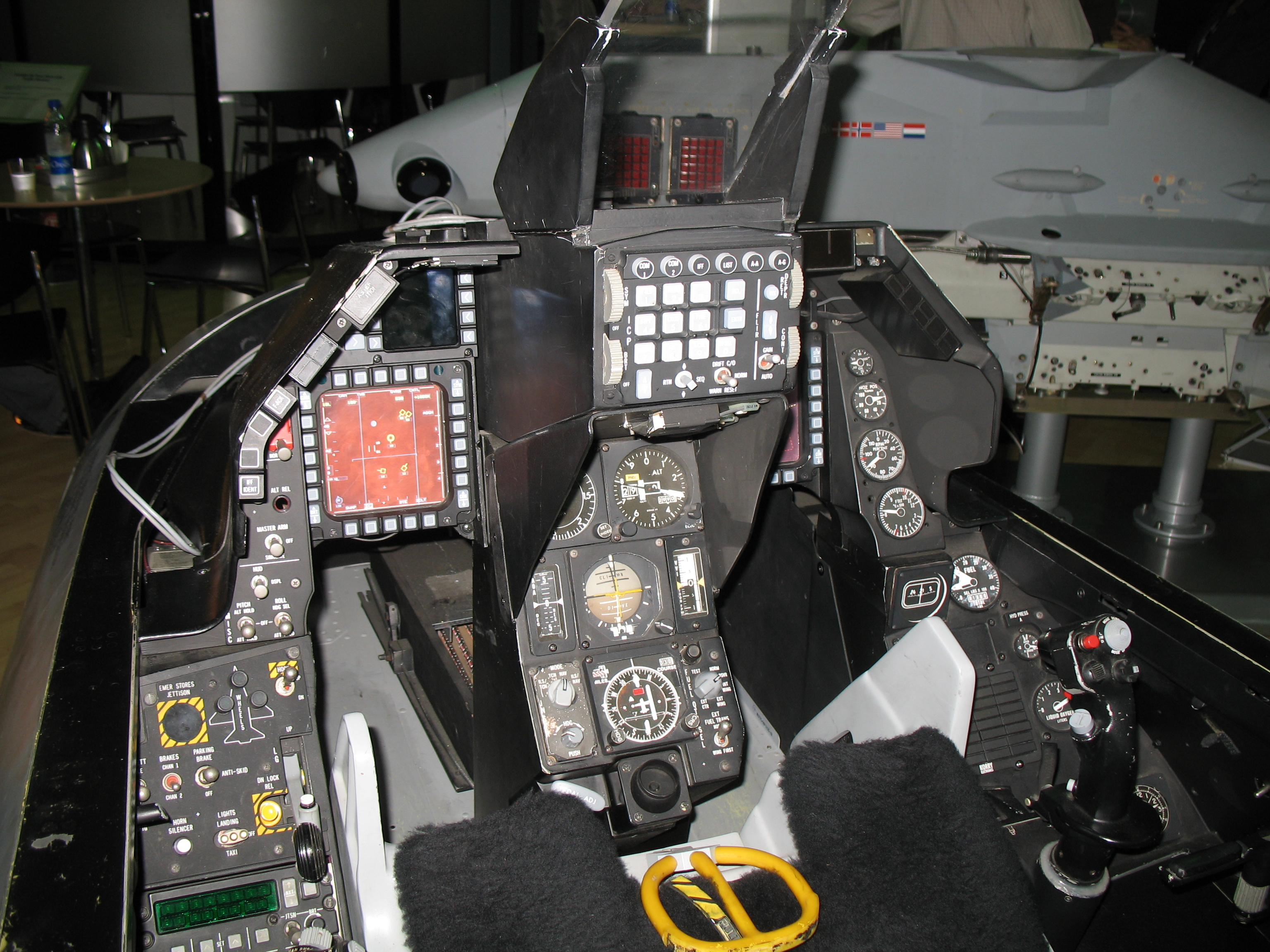
Cabina para entrenamiento en tierra de un F-16 (versión MLU).

El piloto vuela la aeronave principalmente por medio de una palanca de control lateral montada en el reposabrazos del lado derecho (en vez de la más habitual palanca de control central), y una palanca de gas del motor en el lado izquierdo, junto con los pedales de timón de dirección convencionales. Para aumentar el grado de control del piloto sobre el aparato durante maniobras de combate de altas G, varios de los interruptores de función que anteriormente eran distribuidos por la cabina se han cambiado a controles tipo HOTAS, para ser accesibles sin quitar las manos del mando de gases y de la palanca de mando. La simple presión con la mano sobre el mando de control causa la transmisión de señales eléctricas a través del sistema fly-by-wire (FBW), que regulan las distintas superficies de control de vuelo usadas para maniobrar. Originalmente el mando de control era fijo, pero esa configuración resultó ser incómoda y a los pilotos les resultaba difícil ajustarse a ella, tendiendo algunas veces al exceso de rotación del avión durante los despegues, por lo que se le dio al mando una pequeña cantidad de “juego”. Desde su introducción en el F-16, los controles HOTAS se han convertido en una característica normal de los cazas modernos, en cambio, la aplicación de la palanca de control lateral está menos extendida.
La cabina del F-16 dispone de una pantalla frontal de datos de tipo head-up display (HUD), que proyecta ante el piloto información visual, tanto de vuelo como de combate, de forma simbólica y sin obstruir su vista. Esta permite ver los datos superpuestos a la altura de la vista y mantener la mirada fuera de la cabina, además de mejorar la conciencia situacional del piloto sobre lo que está ocurriendo a su alrededor. El sistema de mira montada en el casco JHMCS (Joint Helmet Mounted Cueing System) de Boeing también está disponible en el F-16 desde el Block 52 en adelante, para ser usado con misiles aire-aire avanzados como el AIM-9X. El JHMCS permite guiar el sistema de armas en la dirección en la que está mirando la cabeza del piloto, incluso fuera del campo de visión que ofrece el HUD, manteniendo su conciencia situacional. El JHMCS fue desplegado de forma operacional por primera vez durante Invasión de Irak de 2003.
El piloto obtiene más información de vuelo y del estado de los sistemas mediante las pantallas multifunción, (MFD). La MFD del lado izquierdo es la pantalla principal de vuelo (PFD), que generalmente muestra las imágenes del radar y del mapa móvil; la MFD del lado derecho es la pantalla del sistema o SD (system display), que presenta información importante sobre el motor, el tren de aterrizaje, posiciones de los slats y flaps, cantidad de combustible, y estado de las armas. Inicialmente, el F-16A/B sólo tenía una única pantalla de tubo de rayos catódicos (CRT) monocromática utilizada como PFD, y la información del sistema era proporcionada por varios instrumentos de control tradicionales. La actualización MLU (Mid Life Update) introdujo la pantalla MFD SD en una cabina, que pasó a ser compatible con el uso de gafas de visión nocturna. Esas pantallas CRT fueron reemplazadas por pantallas de cristal líquido a color en el Block 50/52. El Block 60 ofrece tres MFD a color programables e intercambiables (CMFD) con capacidad "imagen-en-imagen", capaz de sobreimpresionar la visualización completa de la situación táctica en el mapa móvil.

### Radar

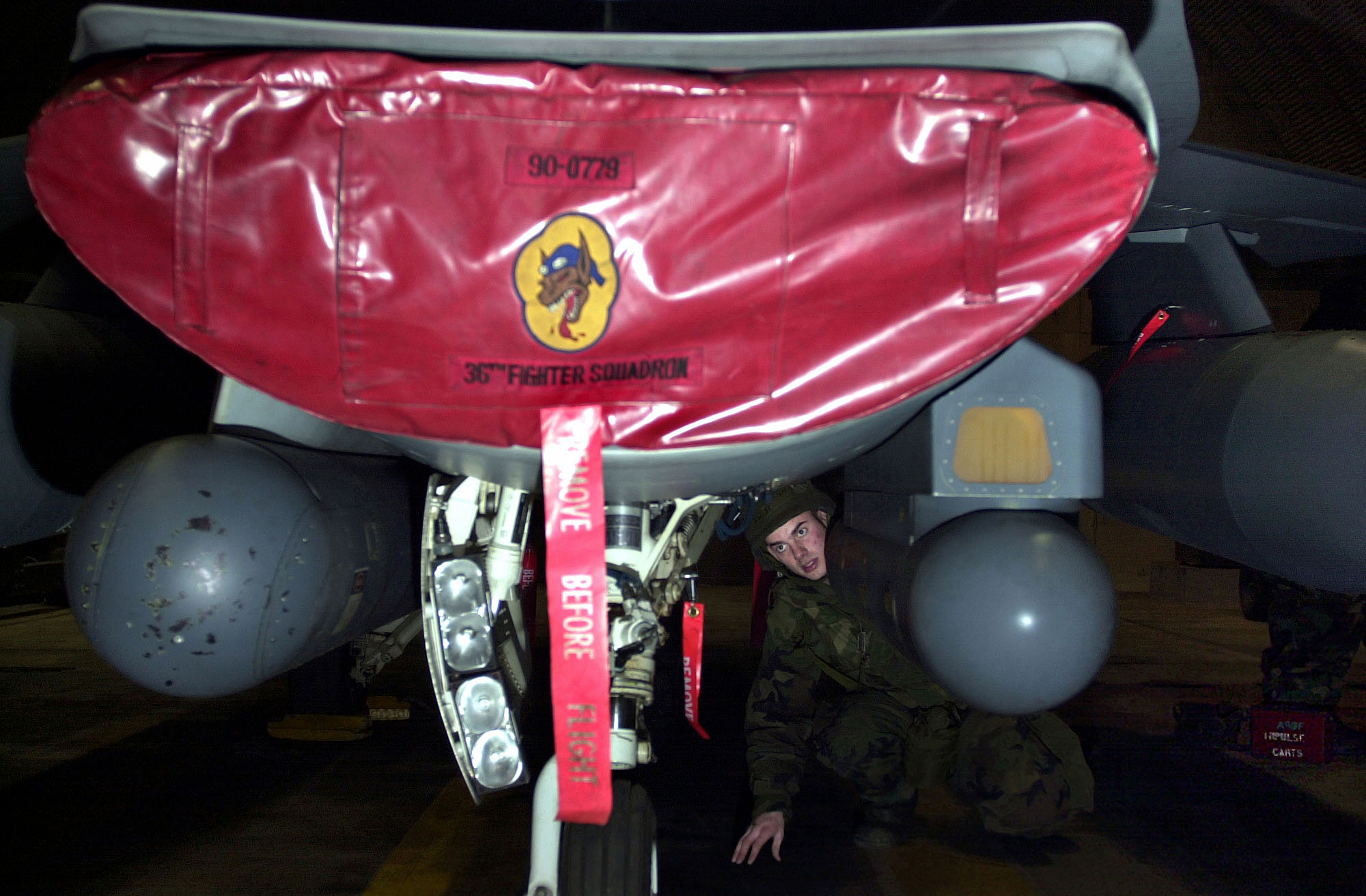
Pods LANTIRN en un F-16.

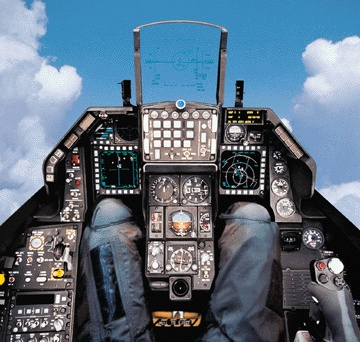
Cabina de vuelo de un F-16C desde el punto de vista del piloto. El F-16V cuenta con una gran pantalla multifunción en el centro.

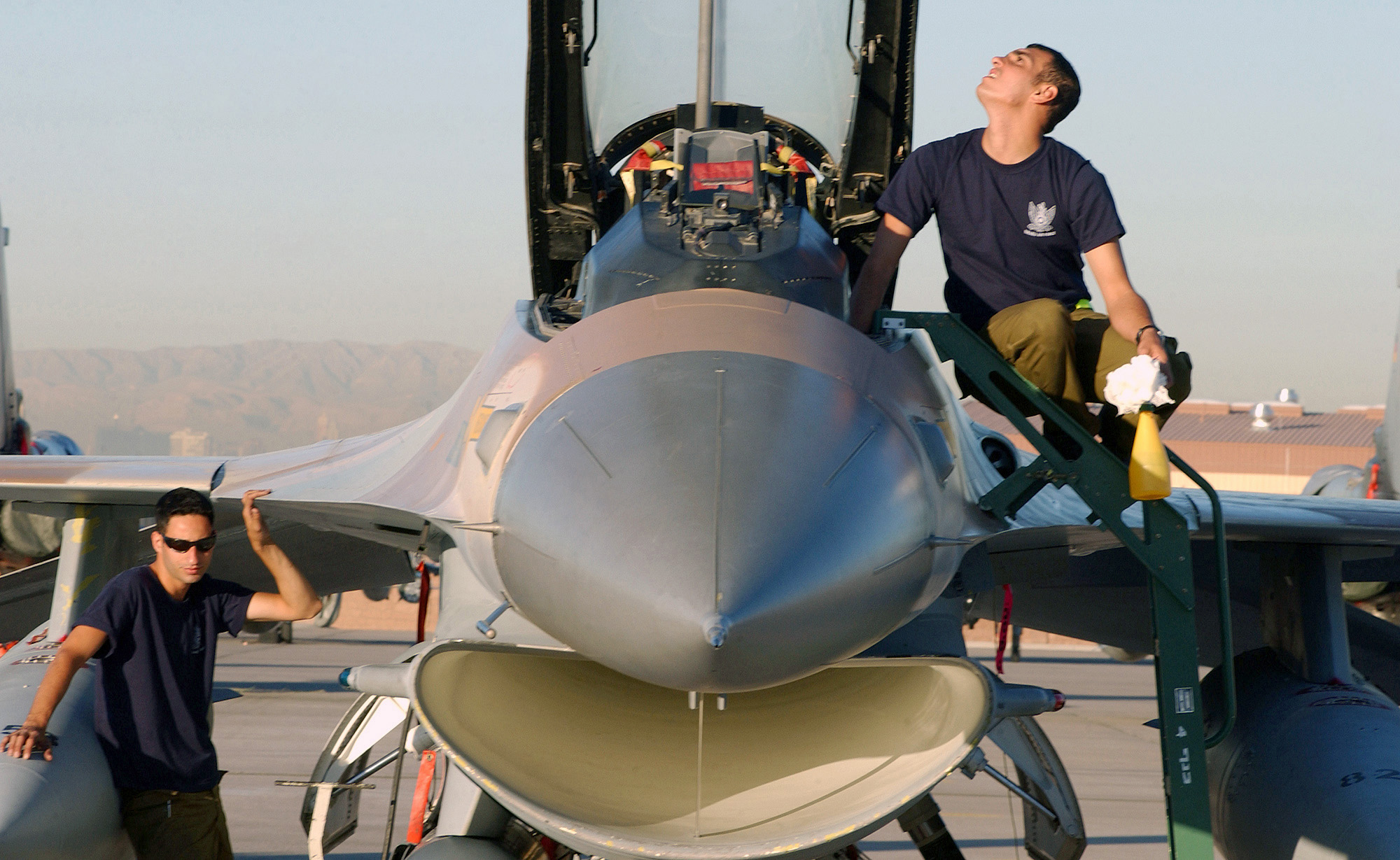
Morro de un F-16 de la Fuerza Aérea Israelí.

El F-16A/B originalmente fue equipado con el radar de control de tiro de impulsos Doppler AN/APG-66 de Westinghouse Electronic Systems (ahora Northrop Grumman). Su antena direccional plana fue diseñada para ser lo suficientemente compacta como para encajarse dentro del relativamente pequeño morro del F-16. El radar APG-66 usa una baja frecuencia de repetición de impulsos (PRF) para detección de objetivos a media y alta altitud en un entorno de pocas señales de radar parásitas, y una PRF media para entornos de señales de radar parásitas densas. Dispone de cuatro frecuencias de operación dentro de la banda X, y proporciona cuatro modos de funcionamiento para combate aire-aire y siete para aire-tierra, incluso de noche o con condiciones meteorológicas adversas. El modelo APG-66(V)2 del Block 15 añadió un nuevo procesador de señales más potente, con mayor potencia de salida, fiabilidad mejorada, y mayor alcance en entornos con ecos parásitos o interferencias provocadas. El programa de actualización de vida media MLU actualizó este al modelo APG-66(V)2A, que ofrece mayor velocidad de procesamiento y más memoria.
El radar AN/APG-68, una evolución del APG-66, fue introducido con el F-16C/D Block 25. Este modelo de radar dispone de mayor alcance y resolución, así como 25 modos de funcionamiento, incluyendo trazado de mapas terrestres, Doppler beam-sharpening, objetivo móvil en tierra, objetivo en mar, y seguimiento-mientras-explora (TWS) para hasta diez objetivos. El modelo APG-68(V)1 del Block 40/42 añadió plena compatibilidad con los dispositivos LANTIRN de Lockheed Martin, y un modo de seguimiento con PRF alta para proporcionar iluminación de objetivos de onda continua (CW) para los misiles de guiado radar semiactivo como el AIM-7 Sparrow. Los F-16 Block 50/52 inicialmente recibieron la versión más fiable APG-68(V)5, que tiene un procesador de señal programable empleando tecnología VHSIC. Los Block 50/52 Advanced (o 50+/52+) están equipados con el radar actualizado APG-68(V)9, que tiene un alcance de detección aire-aire un 30 % mayor, y un modo de radar de apertura sintética (SAR) para reconocimiento, detección de objetivos y trazado de mapas en alta resolución. En agosto de 2004, Northrop Grumman recibió un contrato para comenzar a actualizar los radares APG-68 de los aviones Block 40/42/50/52 al estándar (V)10, que dota al F-16 con búsqueda y detección autónoma todo tiempo para el uso de armas de precisión con ayuda de sistema de posicionamiento global (GPS). También incorpora modos de trazado de mapas SAR y seguimiento del terreno (TF), así como intercalado de todos los modos.
El F-16E/F pasó a ser equipado con el avanzado radar de barrido electrónico activo (AESA) AN/APG-80 también de Northrop Grumman, que le proporciona al avión la capacidad de rastrear y destruir amenazas terrestres y aéreas simultáneamente, convirtiéndose en el tercer caza equipado con ese tipo de tecnología.
El julio de 2007, Raytheon anunció que estaba desarrollando un nuevo radar llamado Raytheon Next Generation Radar (RANGR), basado en su anterior radar AESA AN/APG-79, como un candidato alternativo a los AN/APG-68 y AN/APG-80 de Northrop Grumman para los F-16 de nueva fabricación, y también como una actualización técnica de los ya existentes.

### Propulsión
El sistema propulsor inicialmente seleccionado para este avión monomotor fue el turbofán Pratt & Whitney F100-PW-200 con postquemador, una versión ligeramente modificada del F100-PW-100 usado por el F-15 Eagle. Con una fuerza de empuje máxima de 106 kN (23 830 lbf) con postcombustión, ese modelo continuó como motor estándar del F-16 hasta el Block 25, excepto para los Block 15 de nueva fabricación con actualización de capacidad operacional OCU (Operational Capability Upgrade). La OCU introdujo el F100-PW-220 de 105,7 kN (23 770 lbf), que también fue instalado en las aeronaves Block 32 y 42. Aunque no ofrece una diferencia notable en potencia, este reactor introdujo una unidad de control del motor electrónica digital (DEEC, Digital Electronic Engine Control) que mejoró la fiabilidad y redujo el riesgo de paradas del motor (una desagradable tendencia ocasional con el original "-200" que al ocurrir obligaba a volver a poner en marcha el motor en el aire). Introducido en la línea de producción del F-16 en el año 1988, el "-220" también sustituyó al "-100" de los F-15, de este modo maximizando la estandarización. Muchos de los propulsores "-220" de los aviones del Block 25 y posteriores fueron actualizados a partir de mediados de 1997 al estándar "-220E". Con una mayor fiabilidad y mejor mantenimiento, este modelo consiguió una reducción del 35 % de la tasa de cambios no previstos de propulsores.
| Versiones | Bloques    | Motor           | Empuje máx. |
| --------- | ---------- | --------------- | ----------- |
| F-16A/B   | 1-20       | PW F100-PW-200  | 106 kN      |
| F-16C/D   | 25, 32, 42 | PW F100-PW-220E | 105,7 kN    |
| F-16C/D   | 30, 40     | GE F110-GE-100  | 128,9 kN    |
| F-16C/D   | 50         | GE F110-GE-129  | 131,6 kN    |
| F-16C/D   | 52         | PW F100-PW-229  | 129,4 kN    |
| F-16E/F   | 60         | GE F110-GE-132  | 144,6 kN    |

El desarrollo de los motores F100-PW-220/220E fue el resultado del programa AFE (Alternate Fighter Engine, «motor de caza alternativo») emprendido por la USAF (coloquialmente conocido como the Great Engine War, en español «la gran guerra de motores»), que también supuso la entrada de General Electric como proveedor de motores para el F-16. El nuevo turbofán F110-GE-100 de General Electric, no obstante, requirió la modificación de la admisión de los F-16; la toma de aire original limitaba el empuje máximo de los reactores GE a sólo 114,5 kN (25 735 lbf), mientras que el nuevo conducto de admisión común modular (Modular Common Inlet Duct) permitió al F110 alcanzar su empuje máximo de 128,9 kN (28 984 lbf). Para distinguir entre los aviones equipados con esos dos motores y tomas de aire, a partir del Block 30, los bloques terminados en "0" (p. ej., Block 30) son propulsados por General Electric, y los bloques que terminan en "2" (p. ej., Block 32) son equipados con motores Pratt & Whitney.
Los esfuerzos para mejorar los motores por parte de los dos competidores bajo el programa IPE (Increased Performance Engine, «motor de desempeño aumentado») llevaron a desarrollar el F110-GE-129 de 131,6 kN (29 588 lbf) para el Block 50 y el F100-PW-229 de 129,4 kN (29 100 lbf) para el Block 52. Los F-16 comenzaron a volar con esos motores IPE el 22 de octubre de 1991 y el 22 de octubre de 1992, respectivamente. En general, de los 1446 aviones de combate F-16C/D adquiridos por la Fuerza Aérea estadounidense, 556 fueron equipados con motores de la serie F100, y 890 con los de la F110. Los aviones Block 60 de los Emiratos Árabes Unidos están propulsados por el turbofán General Electric F110-GE-132, que con un empuje máximo de 144,6 kN (32 500 lbf), es el reactor más potente equipado en un F-16.

### Riesgos
La unidad de potencia auxiliar del F-16 contiene aproximadamente 25 litros de hidrazina como combustible.

## Variantes de producción principales

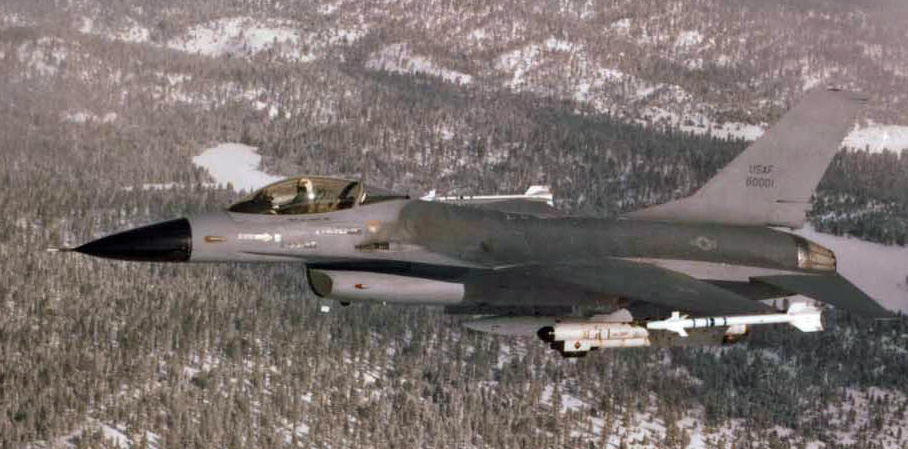
Un F-16A del Block 1, caracterizado por su radomo negro.

A lo largo de los años, para mejorar gradualmente el F-16 y actualizar los aparatos en servicio, se le han realizado gran variedad de mejoras estructurales, de transporte de armas, de sistemas, hardware y software. Los modelos del F-16 son denotados por números de bloque secuenciales (tranchas de producción) que indican mejoras importantes. Estos bloques cubren las versiones monoplaza y las versiones biplaza.
Mientras que la mayoría de los F-16 fueron producidos según los diseños de esos bloques, existen muchas otras variantes con cambios significativos, normalmente debidas a programas de modificación. Otras modificaciones han obtenido como resultado la especialización en una misión determinada, como las variantes de apoyo aéreo cercano y reconocimiento, y también se han desarrollado varios modelos para probar nuevas tecnologías. Además, el F-16 ha inspirado el diseño de otros aviones que están considerados como derivados del F-16.

### F-16A/B

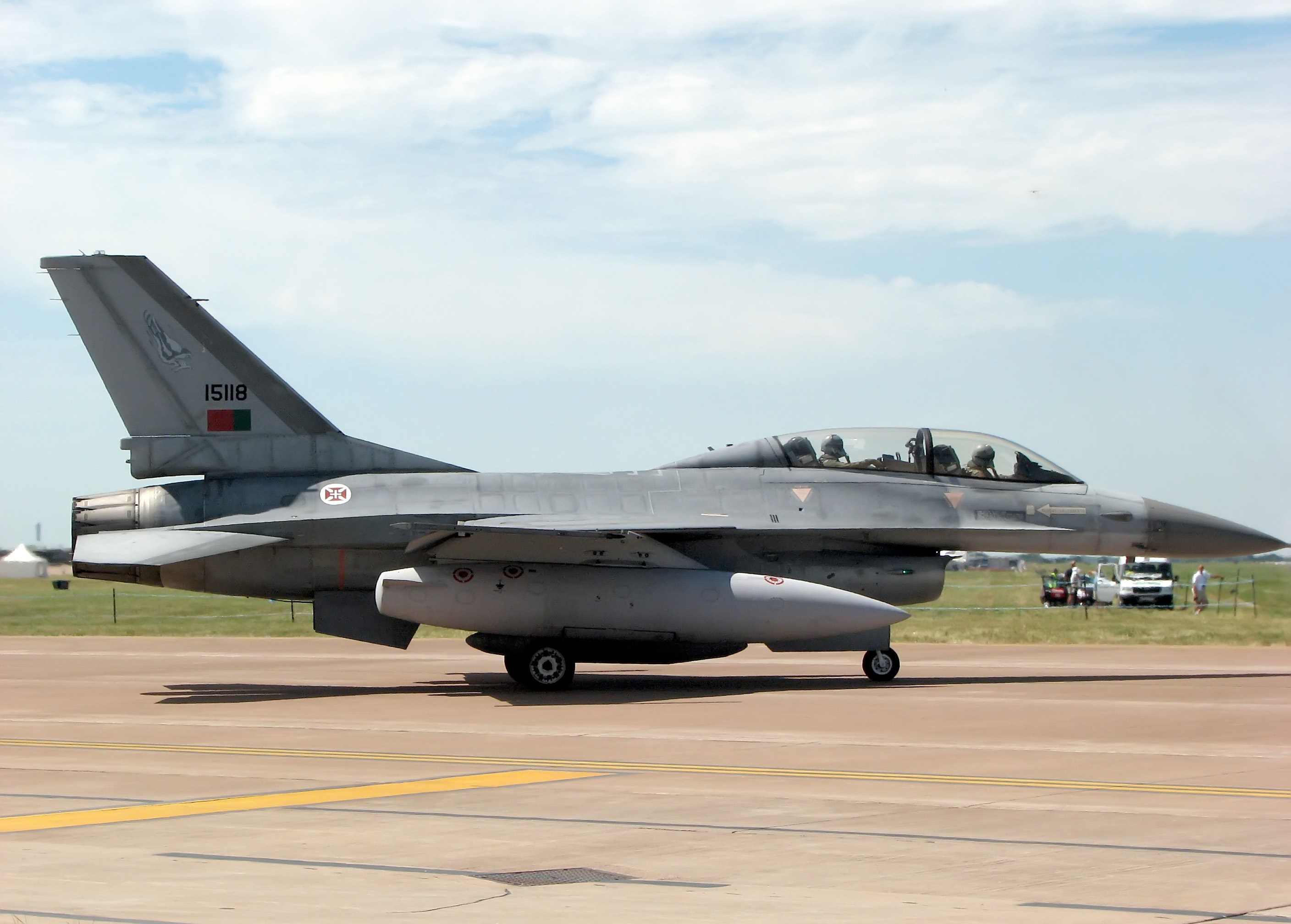
Un F-16B (biplaza) de la Fuerza Aérea Portuguesa.

El F-16A (monoplaza) y el F-16B (biplaza) fueron inicialmente equipados con el radar de impulsos Doppler Westinghouse AN/APG-66, y el turbofán Pratt & Whitney F100-PW-200, que ofrecía al avión 64,9 kN (14 670  lbf) de empuje seco y 106 kN (23 830 lbf) con postcombustión. Las variantes A y B incluyen los Block 1, 5, 10, 15 y 20. La USAF adquirió 674 F-16A y 121 F-16B, siendo las entregas completadas en marzo de 1985.
Los primeros bloques, Block 1, 5 y 10, ofrecieron cambios de relativamente poca importancia. La mayoría de estos aviones fueron todos actualizados posteriormente a la configuración Block 10 a principios de los años 80. El Block 15 fue el primer gran cambio que sufrió el F-16: este modelo ofreció unos estabilizadores horizontales más grandes, la incorporación de dos puntos de anclaje en la toma de aire, un radar mejorado AN/APG-66(V)2, y una mayor capacidad en los soportes subalares. El Block 15 también obtuvo la radio UHF para comunicaciones seguras mediante Have Quick II (sistema de espectro ensanchado por salto de frecuencia). Los estabilizadores fueron aumentados cerca de un 30 % para contrarrestar el peso adicional de los nuevos soportes de anclaje. El Block 15 es la variante producida en mayor número, con 983 unidades fabricadas.
El Block 20 añadió algunas capacidades del F-16C/D: radar mejorado AN/APG-66(V)3, posibilidad de portar misiles AGM-45 Shrike, AGM-84 Harpoon, y AGM-88 HARM, así como el sistema de búsqueda de blancos y navegación LANTIRN. Las computadoras del Block 20 fueron mejoradas significativamente en comparación con las correspondientes a los primeros ejemplares.
El coste unitario medio de un F-16A/B era de 14,6 millones de USD en 1992.

### F-16C/D

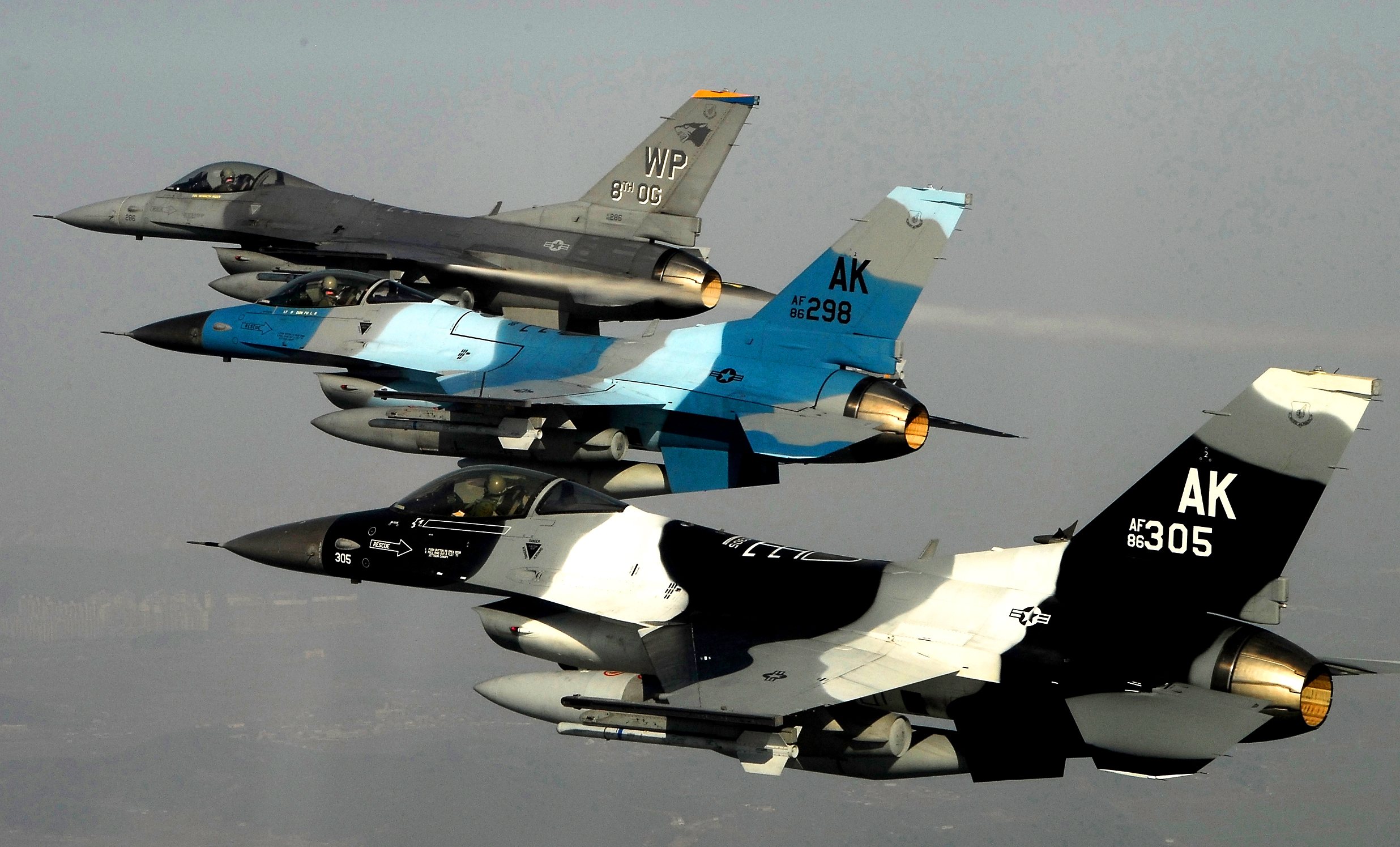
Tres F-16 Bloque 30 de la USAF volando en formación sobre Corea del Sur en el 2008.

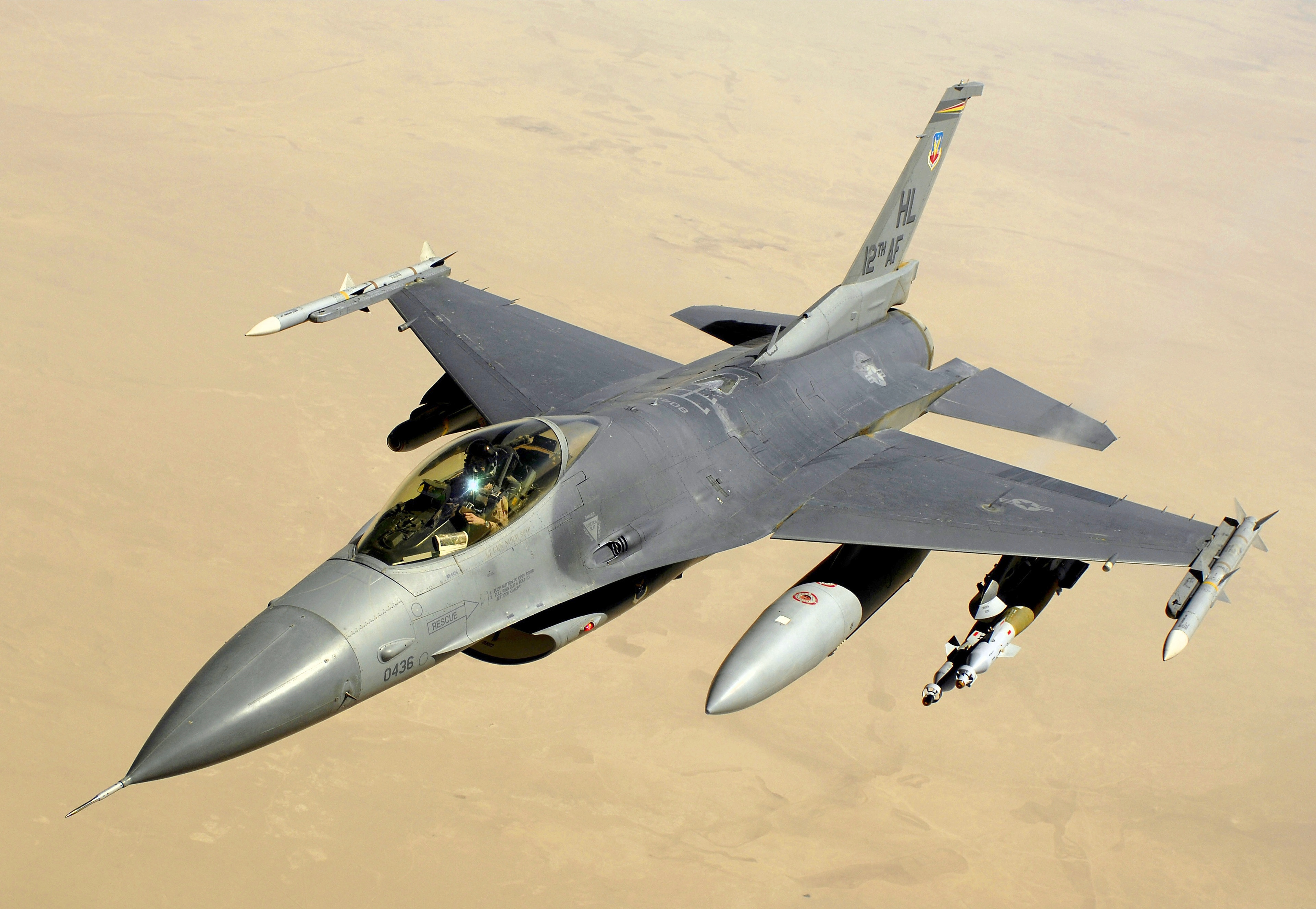
Un F-16C Bloque 40 de la USAF volando sobre Irak en el 2008.

Las variantes F-16C (monoplaza) y el F-16D (biplaza) entraron en servicio en 1984. El Block 25 fue el primero de los modelos C/D. Añadió capacidades todo tiempo para los misiles aire-aire con alcance "más allá de la visión" (BVR). También aportó una mejora sustancial en aviónica para la cabina de vuelo, y el nuevo radar AN/APG-68. Los aviones del Block 25 fueron entregados con el motor Pratt & Whitney F100-PW-200 y posteriormente actualizados con el Pratt & Whitney F100-PW-220E. Se entregaron un total de 209 aparatos Block 25.
El Block 30/32 fue el primero de los F-16 afectado por el proyecto de motor alternativo AFE (Alternative Fighter Engine) bajo el que era equipado con los motores tradicionales Pratt & Whitney o, por primera vez, con el General Electric F110-GE-100. A partir de este punto, los bloques terminados en "0" (ej. Block 30) son propulsados por General Electric, y los bloques que terminan en "2" (p. ej., Block 32) son equipados con motores Pratt & Whitney. El primer F-16 Block 30 entró en servicio en 1987. La mayor diferencia estriba en la capacidad para portar los misiles AGM-45 Shrike, AGM-88 HARM, y AIM-120 AMRAAM. Debido a la mayor potencia del motor GE, a partir del Block 30 se dotó al F-16 de un conducto de admisión para un motor más grande, llamado Modular Common Inlet Duct. Un total de 733 cazas Block 30/32 fueron producidos y entregados a seis países.
El Block 40/42 entró en servicio en 1988. Esta es la variante mejorada para el ataque todo tiempo, equipando el sistema LANTIRN. También designada extraoficialmente como F-16CG/DG, la capacidad nocturna hizo que a estos aviones se le apodase como "Night Falcons" (en español: «halcones nocturnos»). Las características que incorpora este bloque son un tren de aterrizaje alargado y reforzado, que permite montar los pods LANTIRN en los laterales de la toma de aire, un radar mejorado, y un receptor GPS. Desde el año 2002, la gama de armamento disponible para el Block 40/42 fue ampliada con el lote añadido en el Block 50/52, y también con la bomba guiada por láser GBU-27 Paveway III "bunker-buster". Un total de 615 aparatos Block 40/42 fueron entregados a 5 países.

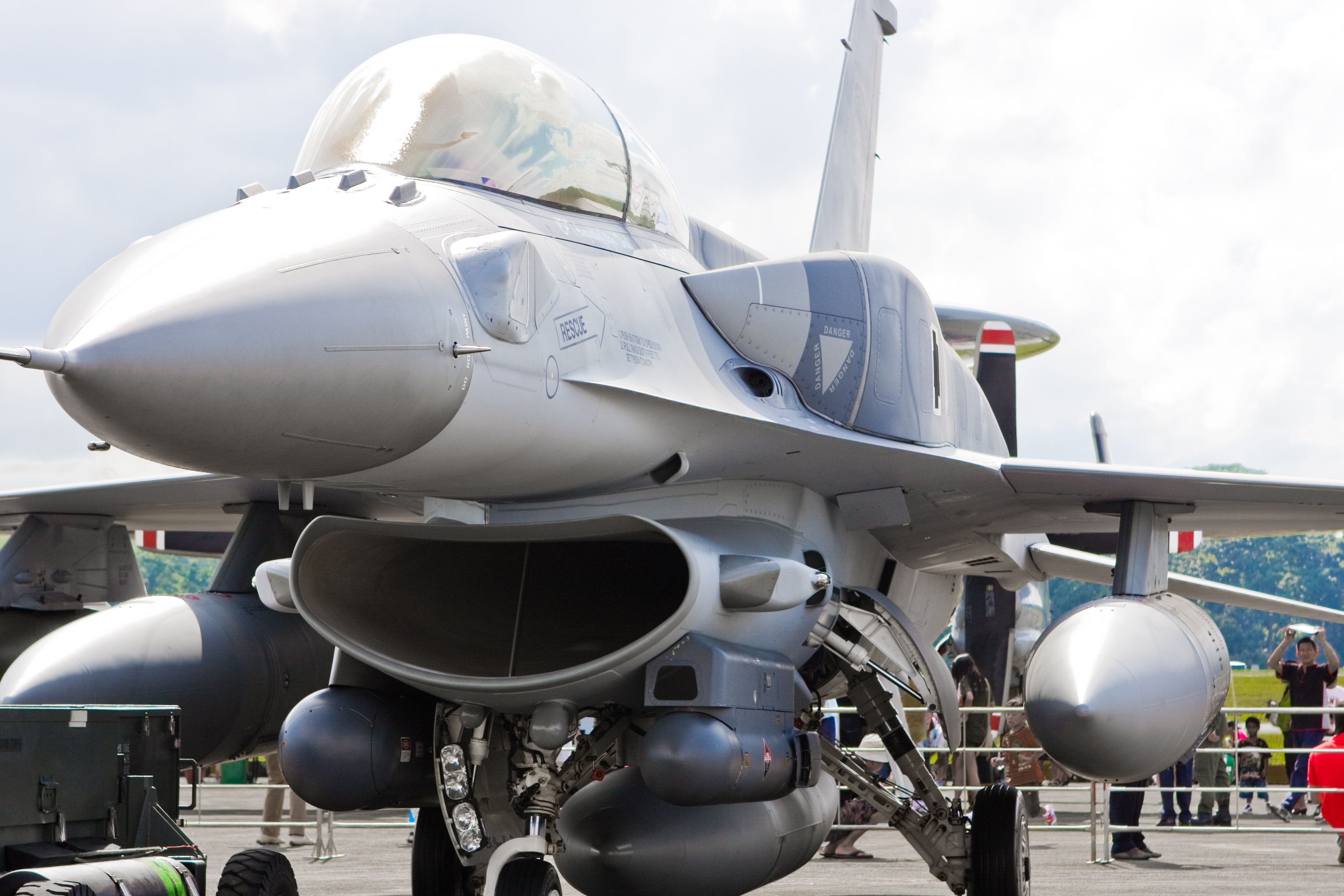
Un F-16D Bloque 52+ con los tanques de combustible conformables, pods LANTIRN y compartimento dorsal.

El Block 50/52 fue entregado por primera vez a finales del año 1991. Este bloque está equipado con un conjunto GPS/INS mejorado, y puede cargar un lote más de armamento avanzado: el misil AGM-88 HARM, la bomba guiada AGM-154 Joint Standoff Weapon (JSOW), y los sistemas de guiado JDAM para bombas convencionales, y WCMD (Wind-Corrected Munitions Dispenser) para bombas de racimo. Los aviones Block 50 son propulsados por el motor F110-GE-129, mientras que los reactores del Block 52 son F100-PW-229; estos cazas son designados de forma extraoficial como F-16CJ.
El Block 50+/52+ (50/52 Plus), también conocido como "Block 50/52 Advanced", fue entregado por primera vez en abril de 2003 a la Fuerza Aérea Griega. Sus mejoras principales son el soporte de depósitos de combustible conformables (CFT), el compartimento dorsal añadido, el radar APG-68(V9), y el sistema de mira montada en el casco JHMCS. Los CFT son montados a ambos lados del fuselaje, sobre las alas, y proporcionan 2045 litros (450 galones) adicionales de combustible para aumentar el alcance o el tiempo de vuelo sin ocupar ningún punto de anclaje para armas. Si es necesario, se pueden retirar con facilidad, pero no pueden ser soltados en vuelo como los tanques externos tradicionales. El compartimento dorsal opcional se encuentra detrás de la cabina de vuelo y se extiende hasta la cola, proporcionando un espacio extra de 850 litros para alojar más aviónica y dispensadores de chaff y bengalas. Esta opción es muy común en las versiones biplaza, pero no puede ser montada en las versiones monoplaza.
El coste unitario medio de un F-16C/D era de 18,8 millones de USD (en 1998).

### F-16E/F

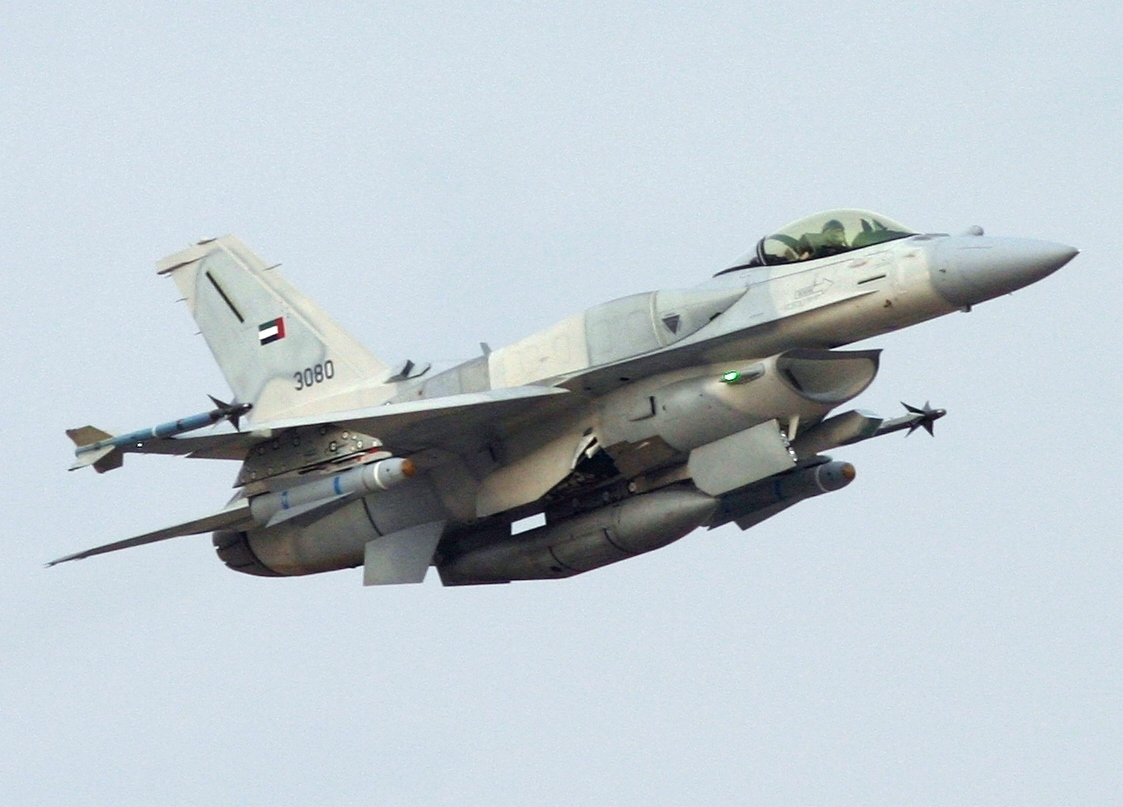
F-16E Block 60 de la Fuerza Aérea de los Emiratos Árabes Unidos.

El F-16E (monoplaza) y el F-16F (biplaza) son las últimas versiones del F-16. Actualmente éstas no existen en el inventario de la Fuerza Aérea de los Estados Unidos y de momento sólo es una variante de exportación. En un principio, estaba previsto que la versión monoplaza del General Dynamics F-16XL fuese designada F-16E, mientras que la biplaza fuese designada como F-16F. Pero estas denominaciones finalmente no fueron utilizadas, debido a que la USAF seleccionó el F-15E Strike Eagle como vencedor del programa Enhanced Tactical Fighter en 1984 y el F-16XL fue cancelado. La designación «Block 60» también había sido reservada con anterioridad, en 1989, para una variante de ataque del F-16 llamada A-16, pero este posible modelo fue desechado, de forma que ahora la designación F-16E/F y Block 60 corresponde a una versión especial, desarrollada especialmente para los Emiratos Árabes Unidos (EAU), y que a veces se denomina de forma extraoficial como "Desert Falcon" (en español: «halcón del desierto»).
El Block 60 (para la venta fuera de Emiratos Árabes Unidos) está basado en el F-16C/D Block 50/52. Ofrece tanques de combustible conformables y mejoras en radar y en aviónica. De momento, sólo ha sido adquirido por los Emiratos Árabes Unidos y, por un tiempo y de forma equivocada, se pensaba que esta versión iba a ser designada "F-16U". La principal diferencia con los bloques previos es el radar AESA Northrop Grumman AN/APG-80, que le proporciona al avión la capacidad de rastrear y destruir amenazas terrestres y aéreas simultáneamente. El motor que monta, el General Electric F110-GE-132, es un desarrollo del modelo "-129" y ofrece una potencia máxima de 144 kN (32 500 lbf). El Block 60 permite portar todo el armamento compatible con el Block 50/52, incluso el misil aire-aire AIM-132 ASRAAM y el misil aire-tierra AGM-84E SLAM. El bus de datos MIL-STD-1553 fue reemplazado por el MIL-STD-1773 de fibra óptica, que incrementa 1000 veces la capacidad de manejo de datos. Los EAU financiaron la totalidad de los costes de desarrollo del Block 60, y a cambio recibirán royalties por cada avión del Block 60 que se venda a otro país. Un informe de prensa declaró que esta es «la primera vez que los Estados Unidos han vendido un avión F-16 al extranjero mejor que los que sus propias fuerzas vuelan».
El coste del programa de adquisición del F-16E/F por parte de los EAU fue de 8000 millones de dólares, por lo que, dividiendo entre los 80 aparatos fabricados, sale un coste total unitario de obtención (se incluyen gastos de desarrollo) de 100 millones de dólares por avión. Fueron entregados entre 2003 y 2006.

### F-16V
Con la venta de 19 F-16 Block 70 a Baréin, Lockheed Martin dio a conocer la nueva variante F-16V, la más moderna hasta ahora.
- La nueva variante cuenta con radar APG-83 (AESA), con capacidad de detectar a más de 400 km aeronaves furtivas, manteniendo 35 blancos aéreos al mismo tiempo, atacando a 5 y asignando a otros 5 en una sola maniobra.
- Sus equipos poseen la capacidad de diferenciar Amigo/Enemigo 20 veces más rápido que la versión anterior y a una mayor distancia.
- Se le ha equipado con una computadora nueva y diversas mejoras en la cabina, dos depósitos de combustible conformables laterales, un Contenedor de búsqueda de blancos avanzado AN/AAQ-33 Sniper Advanced Targeting Pod-Sensor Enhancement (ATP-SE), sistema de mira montada en el casco JHMCS, data-bus MIL-STD-1773.
- El F-16V cuenta con el nuevo motor GE F110-GE-132, más potente y con menos consumo de combustible, extendiendo la autonomía del caza, carga de armas de última tecnología.
- Cuenta con sistemas electrónicos de quinta generación, sistemas de navegación satelital, GPS y tecnología furtiva antirradar y antimisiles más eficaz que la versión F-16 Block 60.[70]

El F-16V sería equivalente a un caza de generación 4.5 o 4++, ya que a pesar de pertenecer a la cuarta generación de cazas, por diseño posee tecnología de Quinta generación y armamento de última generación. Entre los países que han hecho pedidos están Taiwán, Grecia, Eslovaquia, Marruecos, Indonesia y Baréin. En muchos casos se transformarán F-16A/B/C/D/E/F a esta versión. Los 66 F-16V que Taiwán ha encargado serán entregados en dos tandas entre 2023 y 2026. El mayor cliente potencial es India, que actualmente tiene abierto un concurso para obtener su futuro caza.

## Historia operacional

### Entrada en servicio

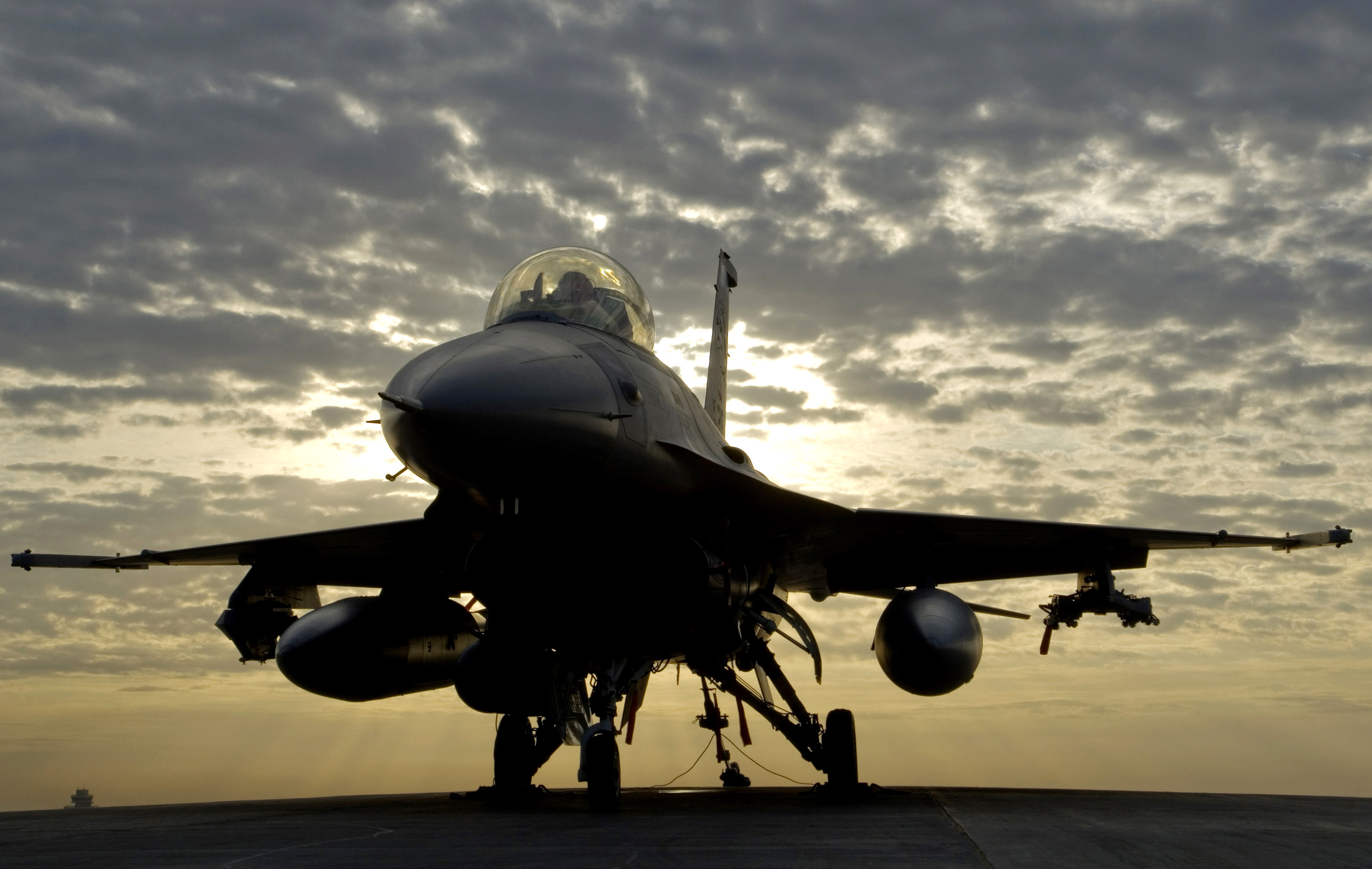
Un F-16C en la Base Balad, Irak.

La entrega de F-16A/B operativos a la Fuerza Aérea de los Estados Unidos comenzó el 6 de enero de 1979 en la 388.ª Ala de Cazas Tácticos de la Base de la Fuerza Aérea Hill (Utah). La producción de los modelos F-16A y F-16B en los Estados Unidos finalizó en el invierno de 1984 a 1985, y en total 786 aviones fueron entregados a la Fuerza Aérea entre los años 1979 y 1985.
Bélgica introdujo el F-16 en su Fuerza Aérea el 29 de enero de 1979, un poco más tarde que los Estados Unidos. El primero de los F-16 de los Países Bajos entró en servicio en junio de 1979 con la Real Fuerza Aérea de los Países Bajos.
Desde entonces, el F-16 ha participado en numerosos conflictos, siendo Estados Unidos, Israel y Turquía algunos de los principales usuarios, y Oriente Medio y los Balcanes los escenarios más habituales.

### Primeras victorias en combate: Valle del Bekaa y ataque a Osirak (1981)

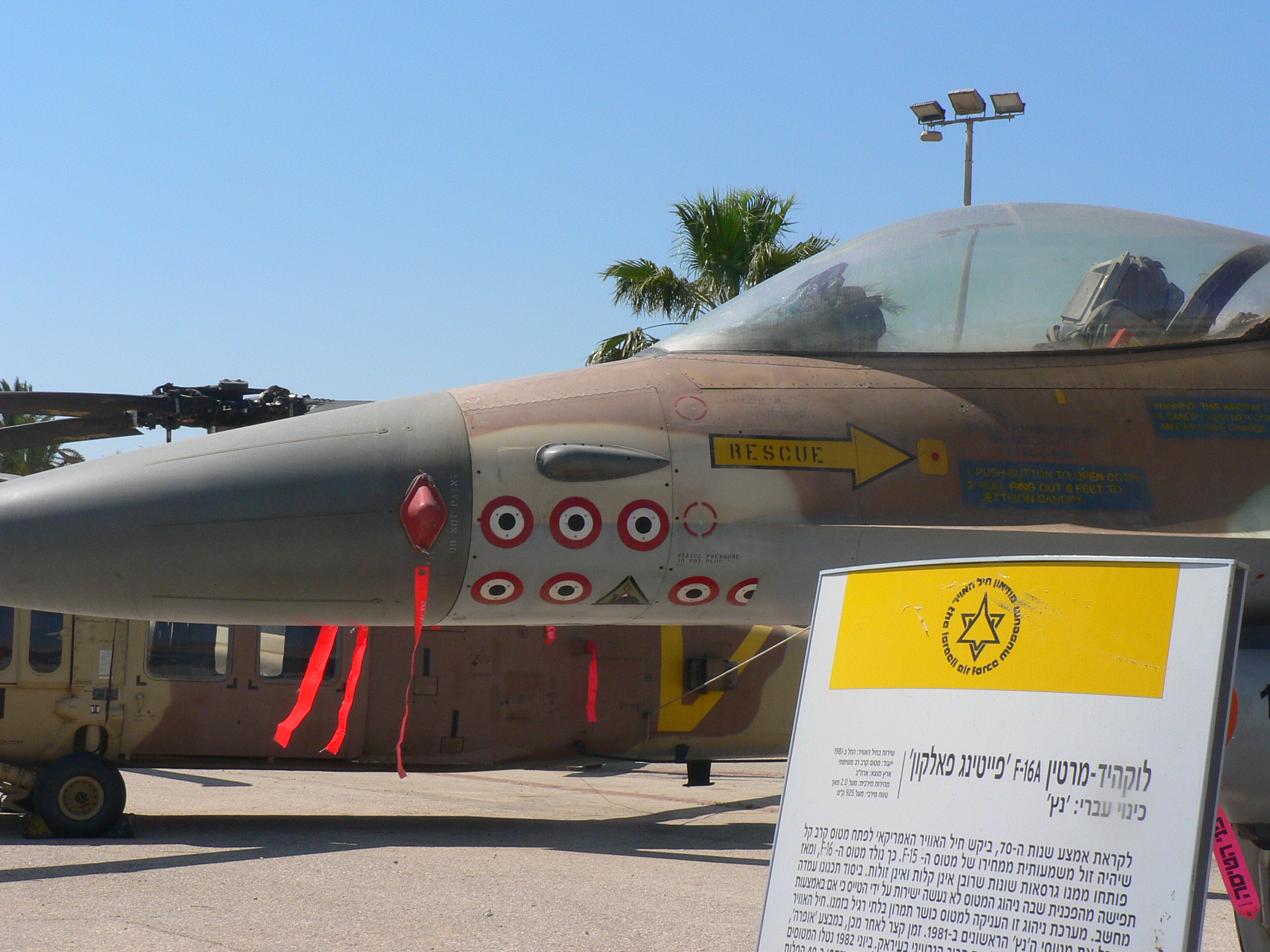
F-16A de la Fuerza Aérea Israelí con las marcas de 6,5 victorias aéreas y la marca del ataque al reactor nuclear Osirak.

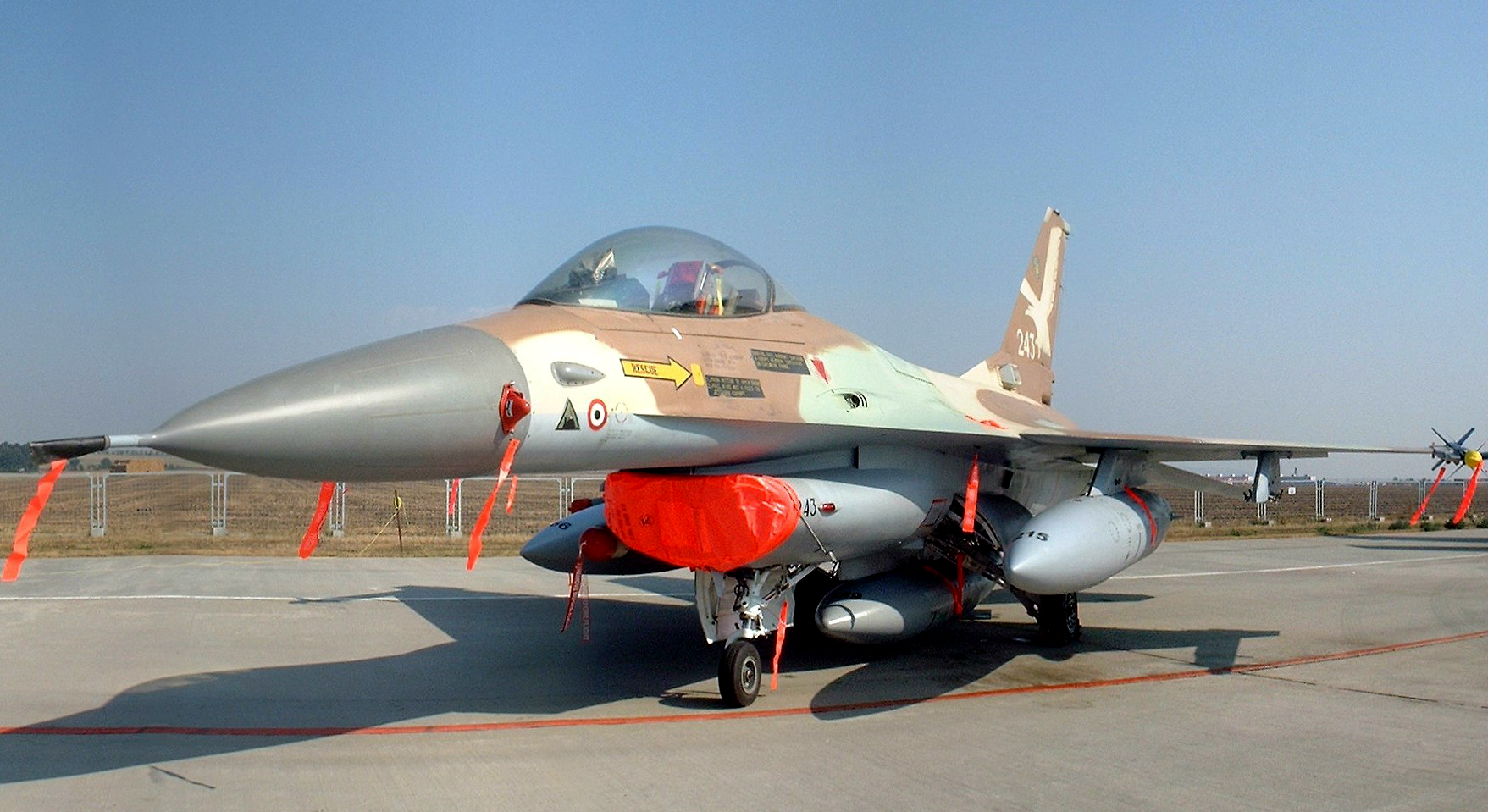
F-16A Netz israelí. El n.º 243, fue la aeronave que pilotó el coronel Ilan Ramon durante la Operación Ópera.

La primera victoria en combate aéreo de un F-16 fue lograda por la Fuerza Aérea Israelí en el valle del Bekaa el 28 de abril de 1981, al abatir un helicóptero Mi-8 sirio, el cual fue derribado con una ráfaga de tiros de cañón tras un intento fallido con un misil aire-aire AIM-9 Sidewinder. Un año más tarde, el 9 de junio de 1982, durante el inicio de la guerra del Líbano de 1982, la Fuerza Aérea Israelí logró la primera victoria de un F-16 sobre otra aeronave de combate, un MiG-21 sirio.
El 7 de junio de 1981, ocho F-16 israelíes, escoltados por F-15, participaron en la Operación Ópera, el primer despliegue del Fighting Falcon en una operación de ataque a tierra de magnitud. Esta incursión dañó severamente Osirak, un reactor nuclear iraquí en construcción, en las cercanías de Bagdad. Esta misión tenía como objetivo supuestamente prevenir que el régimen de Saddam Hussein utilizase el reactor nuclear para la fabricación de armas nucleares.

### Operación Paz para Galilea (1982)
Al año siguiente, en el transcurso de la Operación Paz para Galilea (durante la guerra del Líbano de 1982) los F-16 israelíes se enfrentaron a las aeronaves de combate sirias en una de las más largas batallas aéreas entre aviones de combate a reacción, que empezó el 9 de junio y duró un total de dos días. Al final del conflicto, la Fuerza Aérea Israelí informó haber conseguido 44 victorias aéreas, la mayoría sobre aviones MiG-21 y MiG-23, y afirmó que en su bando no habían sufrido ninguna baja. Los F-16 también fueron utilizados en misiones de ataque a tierra contra objetivos situados en territorio del Líbano.

### Incidentes durante la guerra de Afganistán (1986-1988)
Durante la guerra civil afgana, los F-16 de la Fuerza Aérea de Pakistán derribaron alrededor de diez aeronaves afganas y soviéticas de ataque a tierra y de transporte, que violaron el espacio aéreo pakistaní entre mayo de 1986 y diciembre de 1988.
Sin embargo, Afganistán afirmó haber derribado un F-16A pakistaní durante un enfrentamiento el 29 de abril de 1987. Las autoridades pakistaníes admitieron haber perdido un caza por fuego enemigo, pero sugirieron que no se trataba de un F-16, sino de un Shenyang J-6, e insistieron en que fue atacado en territorio pakistaní. Posteriormente, oficiales pakistaníes confirmaron que la pérdida era un F-16, y que fue derribado durante un combate aéreo por el fuego amigo, cuando aeronaves enemigas sobrevolaban el espacio aéreo pakistaní. De acuerdo a la versión oficial, el F-16 que volaba el teniente Shahid Sikandar Khan fue alcanzado por un misil AIM-9, disparado por el jefe de escuadrón Amjad Javed desde otro F-16.

### Operación Tormenta del Desierto (1991)

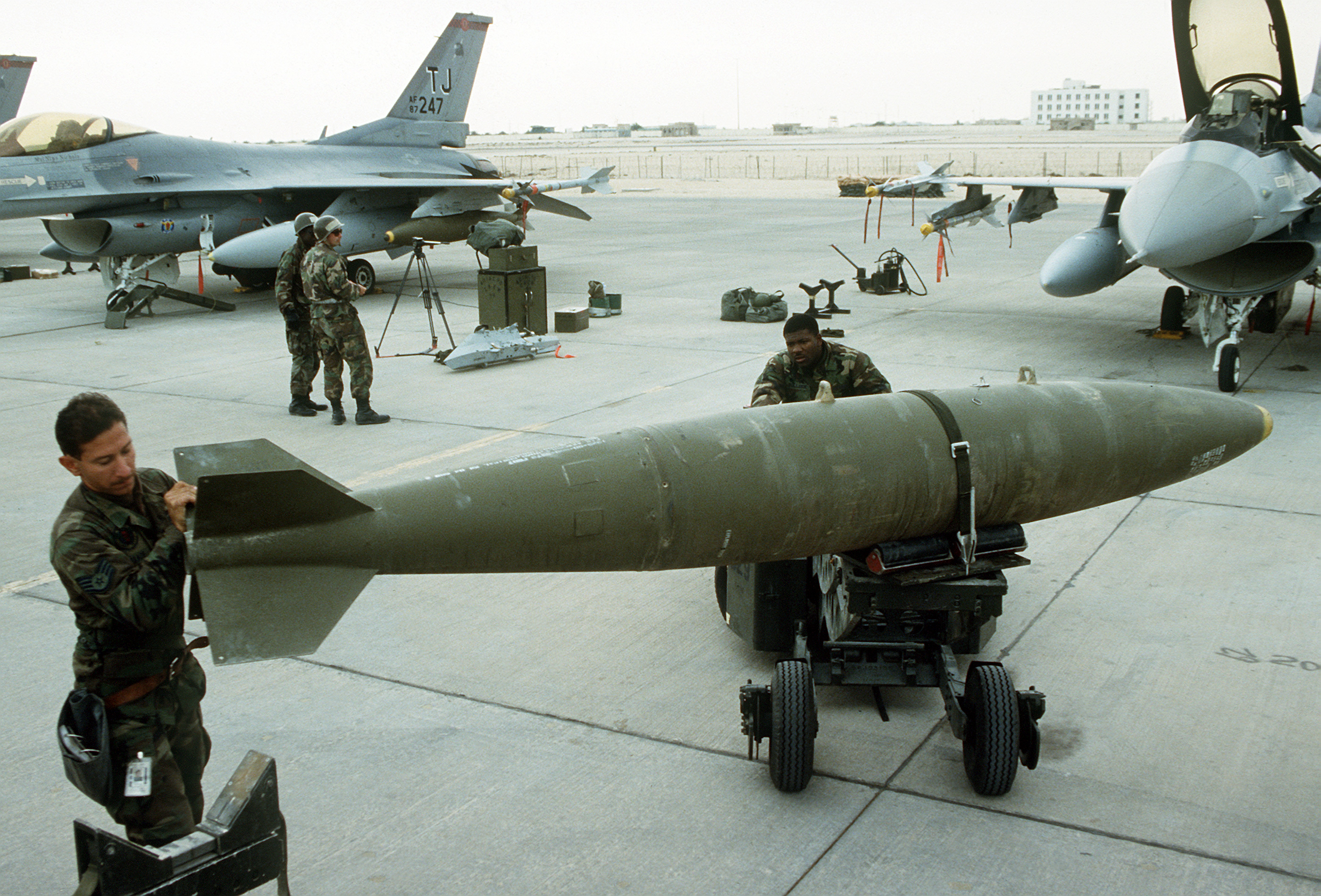
Dos F-16 siendo rearmados durante la Operación Tormenta del Desierto.

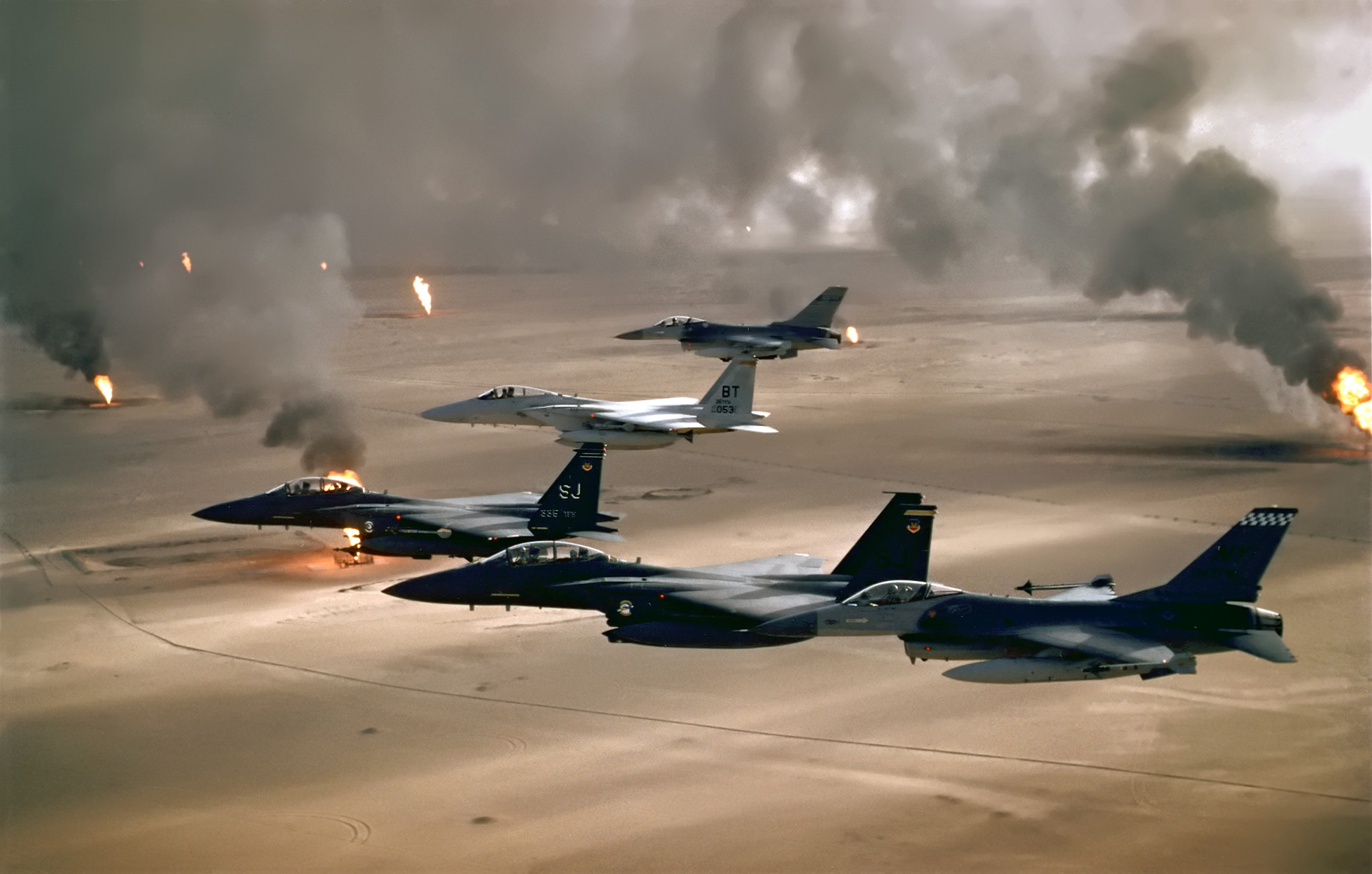
Cazas F-16, junto con F-15C y F-15E durante la Operación Tormenta del Desierto.

En la Operación Tormenta del Desierto de 1991, 249 aviones F-16 de la USAF realizaron un total de 13 340 salidas contra objetivos iraquíes; más que ninguna otra aeronave de la Coalición Internacional. Sufrieron tres pérdidas en combate, dos de las cuales fueron provocadas por misiles antiaéreos, y una por artillería antiaérea. Otros F-16 sufrieron daños en accidentes o por fuego enemigo, pero pudieron regresar a base y ser reparados.

### Operaciones de entreguerras en territorio iraquí (1991-2003)
Desde la finalización de la Operación Tormenta del Desierto hasta la invasión de Irak en 2003, los F-16 de la USAF patrullaron las zonas de restricción aérea de Irak. Durante la Operación Vigilancia del Sur se lograron dos victorias aéreas por parte de aviones F-16: el 27 de diciembre de 1992, en una zona de espacio aéreo restringido por Naciones Unidas en el sur de Irak, un F-16D derribó a un MiG-25 iraquí con un misil AIM-120 AMRAAM. Esta fue la primera victoria aérea de la USAF con un F-16 desde que el modelo entró en el inventario de la Fuerza Aérea. Además, también fue el primer derribo obtenido por un misil AMRAAM. El 17 de enero de 1993, un F-16C de la USAF derribó un MiG-23 iraquí, también mediante un misil AMRAAM, siendo esta la segunda victoria para un F-16 de la USAF.
Los F-16 volvieron a Irak en diciembre de 1998, como parte de la Operación Zorro del Desierto: una campaña de bombardeos con el objetivo de reducir la capacidad de producción de armas de destrucción masiva de Irak.

### Golpe de Estado en Venezuela (1992)
El 27 de noviembre de 1992, dos F-16 de la Fuerza Aérea Venezolana tomaron parte en el segundo golpe de Estado en Venezuela en 1992, defendiendo el gobierno de Carlos Andrés Pérez. En concreto, los dos F-16A atacaron las posiciones en tierra de los sublevados, derribando además con disparos de cañón 2 OV-10 Bronco y un AT-27 Tucano, aviones que habían sido capturados por el bando rebelde y que estaban atacando posiciones del lado gubernamental.

### Los Balcanes (1994-1995 y 1999)

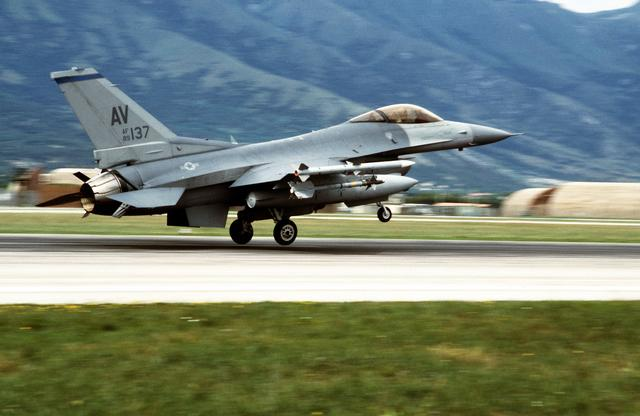
Un F-16C de la USAF retornando de una misión a la Base Aérea de Aviano, en Italia, durante las operaciones de la OTAN en contra objetivos serbios y montenegrinos.

Los F-16 fueron desplegados por la Fuerza Multinacional de la OTAN durante las operaciones de mantenimiento de la paz en Bosnia entre 1994 y 1995, en misiones de ataque a tierra y en el control del espacio aéreo durante la Operación Vuelo Denegado.
El 28 de febrero de 1994, cuatro J-21 Jastreb, dos IJ-21 Jastreb y dos J-22 Orao de la Fuerza Aérea de Yugoslavia violaron la zona de vuelo restringido por la OTAN, para llevar a cabo un bombardeo sobre territorio bosnio. Los pilotos de los dos J-22 Orao localizaron los F-16 sobre ellos, y tras su ataque, abandonaron la zona volando a baja altitud en dirección hacia Croacia, hacia donde los aviones de la OTAN no los podían seguir. Uno de los J-22 se acabó estrellando por falta de combustible. Mientras tanto, el resto del grupo fue interceptado y atacado por dos F-16C de la USAF, que lograron tres victorias. El J-21 que restaba fue derribado por una pareja distinta de F-16C. De los seis aviones yugoslavos, cuatro fueron derribados: uno por un misil AIM-120 AMRAAM, y tres por misiles AIM-9 Sidewinder.
El 2 de junio de 1995, un F-16C fue derribado por un misil tierra-aire 2K12 Kub (designación OTAN: SA-6 'Gainful') durante una patrulla aérea sobre el espacio aéreo bosnio. El piloto, capitán Scott O'Grady, se eyectó y posteriormente fue rescatado por un helicóptero CH-53 Sea Stallion del Cuerpo de Marines el 8 de junio.

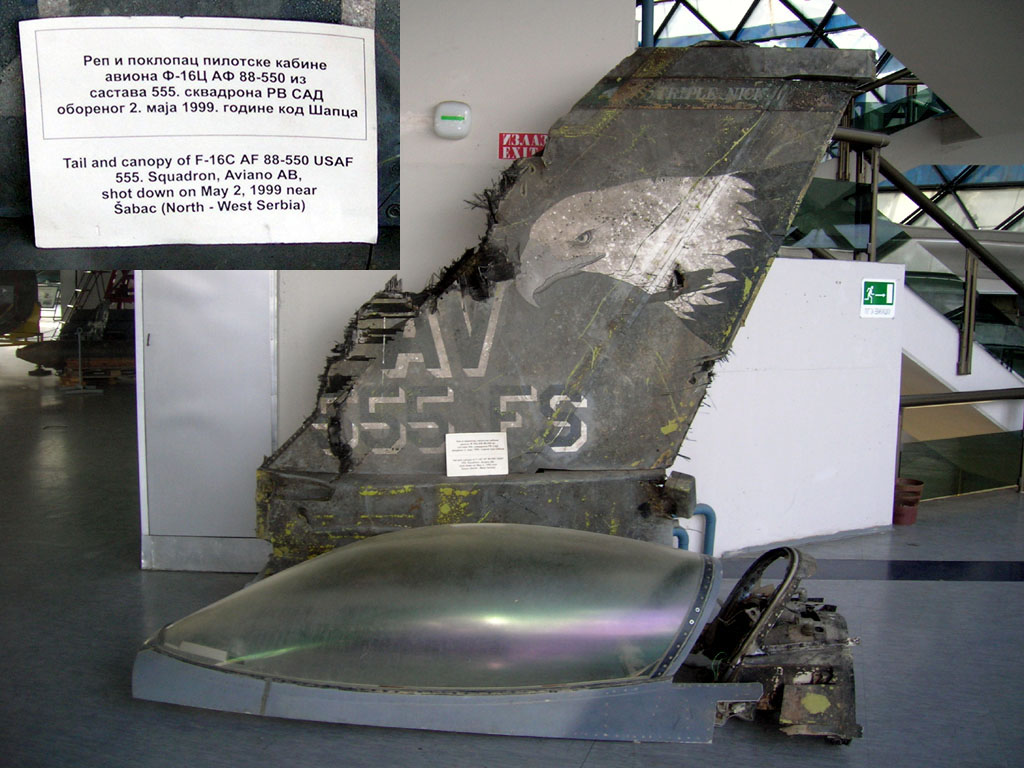
Restos del F-16CG derribado en 1999 que están expuestos en el Museo de Aviación de Belgrado, Serbia.

Aviones F-16 de la OTAN también participaron en ataques aéreos contra las fuerzas serbias en Bosnia y Herzegovina durante la Operación Fuerza Deliberada entre agosto y septiembre de 1995, y de nuevo en la Operación Fuerza Aliada sobre la República Federal de Yugoslavia, entre marzo y junio de 1999. Durante la Allied Force, los F-16 lograron una o dos victorias aéreas: una por parte de un F-16AM de la Real Fuerza Aérea de los Países Bajos, que derribó un MiG-29 yugoslavo con un misil AMRAAM, y posiblemente otra de un F-16C de la USAF, que disparó dos AMRAAM contra otro MiG-29 yugoslavo. Sin embargo, en el último caso, los serbios afirmaron haber encontrado posteriormente fragmentos de un misil antiaéreo portátil 9K32M Strela-2M (designación OTAN: SA-7b ‘Grail’ Mod 1) entre los restos de ese MiG-29, sugiriendo que fue equivocadamente derribado por la infantería serbia.
El 2 de mayo de 1999, un F-16CG del 555.º Escuadrón de la USAF en Serbia fue derribado por un SAM S-125 Pechora (designación OTAN: SA-3 ‘Goa’) cerca de Nakucani. El piloto consiguió eyectarse a tiempo y más tarde fue rescatado por una misión de búsqueda y rescate de combate (CSAR). Los restos de esta aeronave están expuestos en el Museo de Aviación de Belgrado, ubicado en el Aeropuerto Internacional de Belgrado.
El 7 de mayo de 1999, durante la Operación Fuerza Aliada, la campaña de bombarderos aéreos de la OTAN contra la República Federal de Yugoslavia (FRY), entre las 11:30h y las 11:40h, varios F-16 de la Real Fuerza Aérea de los Países Bajos lanzaron dos contenedores de bombas de racimo sobre la ciudad serbia de Niš, supuestamente dirigidas al aeropuerto de Niš, situado en las afueras de la ciudad. Las bombas impactaron cerca del centro de la ciudad, que está al menos a 3 km del aeropuerto, su presunto objetivo. Las bombas se dispersaron de los dos contenedores y fueron llevadas por el viento y luego cayeron en tres lugares diferentes en la parte central de la ciudad:
- El edificio de Patología al lado del Centro Médico de Niš en el sur de la ciudad.
- Junto al edificio de «Banovina», incluido el mercado principal, la estación de autobuses junto a la Fortaleza de Niš y el Centro de Salud «12 de febrero».
- Estacionamiento del «Niš Express» cerca del río Nišava.

Un informe de Human Rights Watch registró catorce civiles muertos como resultado del ataque, con otros 28 heridos. El diario yugoslavo Večernje novosti informó de dieciséis muertes de civiles. Las muertes de civiles fueron altas, ya que el ataque ocurrió en mitad del día cuando los civiles se congregaban en las calles y en el mercado, donde el número de muertos fue mayor.

### Incidentes sobre el mar Egeo (1996 y 2006)
El 10 de octubre de 1996, durante un combate aéreo dentro del espacio aéreo en disputa sobre el mar Egeo, un Mirage 2000 de la Fuerza Aérea Griega disparó accidentalmente un misil aire-aire R550 Magic que derribó un F-16D de la Fuerza Aérea Turca. El gobierno de Turquía alegó que el F-16D se encontraba en una misión de entrenamiento en espacio aéreo internacional al norte de la isla griega de Samos, cercana al territorio turco. El piloto turco falleció, mientras que el copiloto logró eyectar de la cabina y ser rescatado por el Ejército Griego. Aunque el Gobierno Turco admitió la pérdida del avión, el gobierno de Grecia negó oficialmente que ocurriera el derribo.
El 23 de mayo de 2006, dos F-16 Block 52+ griegos despegaron para interceptar un RF-4 Phantom II de reconocimiento fotográfico y sus dos F-16 de escolta, cerca de la isla de Karpathos. Se libró un combate aéreo entre los F-16, que terminó con una colisión en el aire entre un F-16 turco y un F-16 griego. El piloto turco logró eyectarse y ponerse a salvo tras el choque, mientras que el piloto griego falleció debido a que la cabina quedó destrozada con la colisión.

### Guerra de Kargil (1999)
En 1999, durante la guerra de Kargil, los MiG-29 de la Fuerza Aérea India dieron escolta a los Mirage 2000 en el lanzamiento de bombas guiadas por láser sobre objetivos enemigos. Los MiG-29 de la Fuerza Aérea India estaban armados con misiles aire-aire BVR Vympel R-77 (OTAN: AA-12 'Adder'), capaces de alcanzar a mayor distancia a los F-16 de la Fuerza Aérea de Pakistán. Debido a que los F-16 pakistaníes no disponían de misiles BVR en aquella época, estos estaban forzados a evitar el combate aéreo. Como resultado, la Fuerza Aérea de Pakistán se limitó a realizar patrullas aéreas para defender el espacio aéreo pakistaní. De ese modo, la Fuerza Aérea India fue capaz de realizar ataques a las posiciones pakistaníes en India, sin la amenaza de los interceptores enemigos.

### Operaciones en Afganistán (2001-2014)

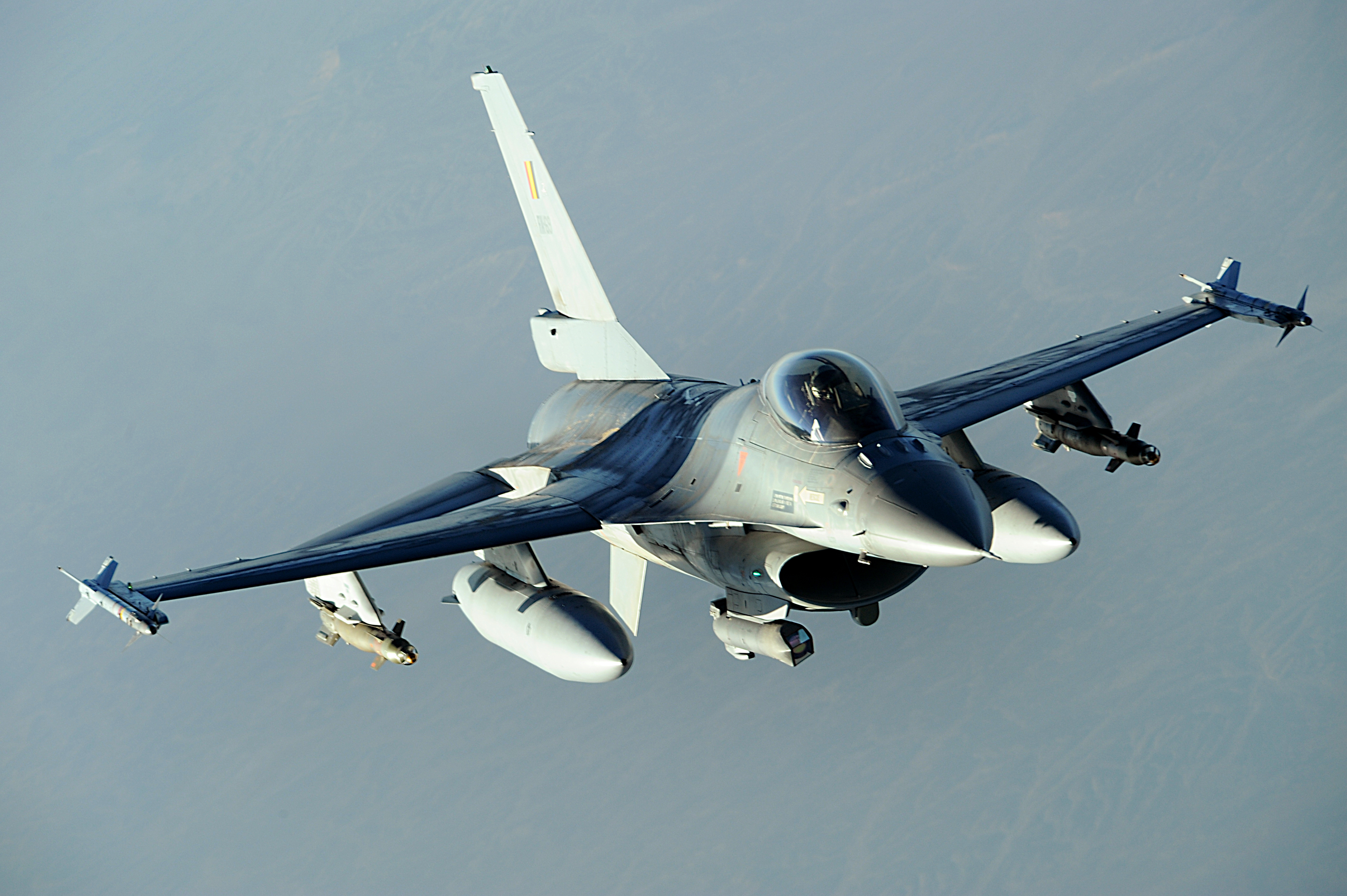
Un F-16 del Componente Aéreo Belga sobre Afganistán, diciembre de 2008.

Los F-16 han sido usados por Estados Unidos en Afganistán desde el año 2001. En 2002, un destacamento de tres naciones europeas, conocido como la European Participating Air Forces (en español: Fuerzas Aéreas Participativas Europeas), formado por la Real Fuerza Aérea Danesa, la Real Fuerza Aérea Holandesa y la Real Fuerza Aérea Noruega, desplegaron 18 aviones F-16 desde la Base Aérea de Manas en Kirguistán para apoyar la Operación Libertad Duradera en Afganistán.
Desde abril del año 2005, ocho F-16 de la Real Fuerza Aérea Holandesa, junto a cuatro F-16 de la Real Fuerza Aérea Noruega que se unieron en febrero de 2006, estuvieron apoyando a las fuerzas terrestres en el sur de Afganistán dentro del contingente de la Fuerza Internacional de Asistencia para la Seguridad (ISAF).

### Invasión de Irak y operaciones posteriores (2003-2011)

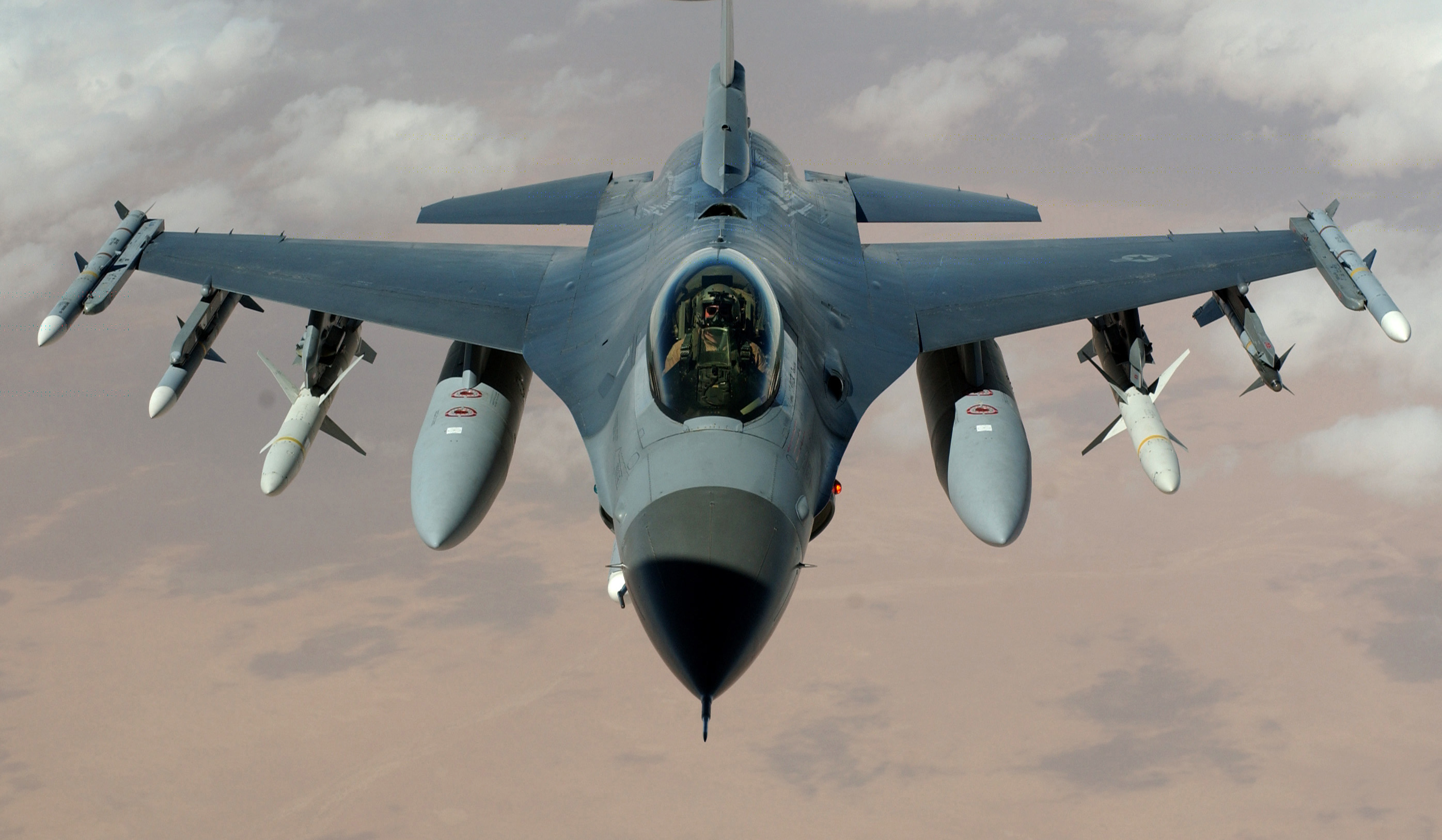
Un F-16 estadounidense sobrevolando Irak, 22 de marzo de 2003.

Los F-16 de la USAF participaron activamente en la invasión de Irak de 2003. La única baja durante el transcurso de este conflicto fue un F-16CG del 421.º Escuadrón de la 388.ª Ala de Caza, que impactó contra el suelo en las cercanías de Bagdad el 12 de junio de 2003 al quedarse sin combustible.
Uno de los incidentes en los que se vio involucrado un F-16 fue un ataque a un MIM-104 Patriot del Ejército de los Estados Unidos el 25 de marzo de 2003. El radar de control de tiro del sistema de defensa antiaérea Patriot fue dañado después de recibir el impacto de un misil antirradiación AGM-88 HARM disparado desde un F-16C de la USAF durante una patrulla sobre el sur de Irak, cuando el radar de control de tiro adquirió la posición del caza.
El 7 de junio de 2006, dos F-16 de la USAF lanzaron dos bombas guiadas de 500 libras (una GBU-12 Paveway II y una GBU-38 guiada por GPS) destruyendo una guarida perteneciente a Al Qaeda. En el ataque falleció Abu Musab Al-Zarqawi, el líder de Al Qaeda en Irak.
Un F-16CG colisionó contra el suelo cerca de Faluya, el 27 de noviembre de 2006, durante un reconocimiento a baja altitud. A pesar de que el avión estaba bajo el fuego enemigo, de acuerdo con el informe oficial de la USAF, la causa aparente fue que el avión se dirigió hacia el suelo mientras el piloto intentaba realizar una identificación visual de un objetivo enemigo que había localizado. El piloto, el comandante Troy Gilbert, falleció en el siniestro. Otros dos F-16 se perdieron en Irak en sendos accidentes con un mes de diferencia; el 15 de junio y el 15 de julio de 2007.

### Segunda guerra del Líbano (2006)

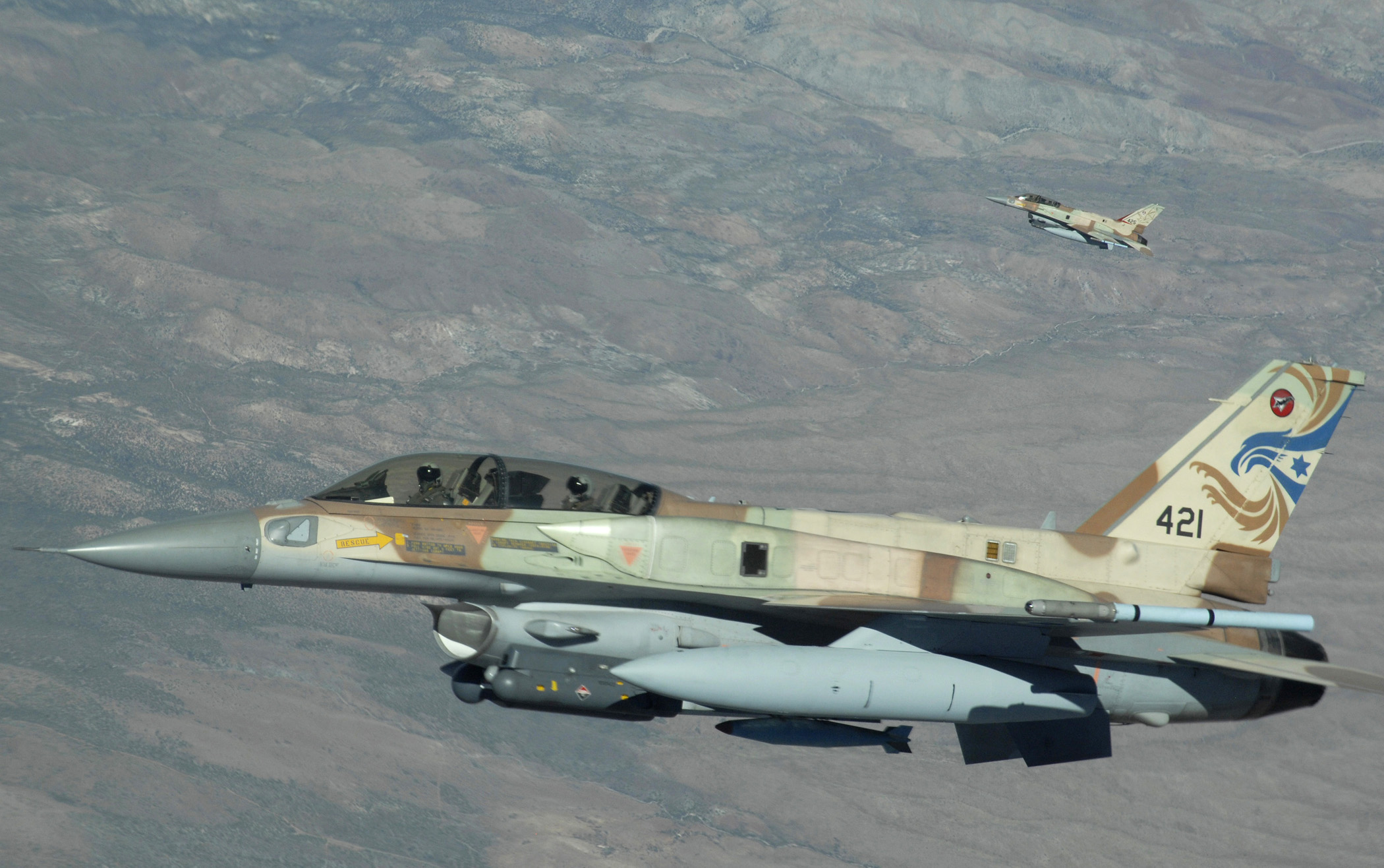
Dos F-16I Sufa de la Fuerza Aérea Israelí.

Los F-16 de la Fuerza Aérea Israelí fueron la punta de lanza de las Fuerzas de Defensa Israelíes, durante la guerra del Líbano de 2006. La única pérdida de un Fighting Falcon fue un F-16I Sufa que se estrelló el 19 de julio, cuando una de sus ruedas reventó en el momento del despegue desde una base aérea en el Negev, hacia su misión de bombardeo en el Líbano. Los pilotos se eyectaron del avión de modo seguro y no hubo mayores daños en tierra.

### Operación Sol (2007-2008)
Los F-16 de fabricación turca del 181 Escuadrón (Pars Filo) equipados con LANTIRN, tomaron parte en el bombardeo de objetivos del Partido de los Trabajadores del Kurdistán (PKK) situado en el norte de Irak, durante la Operación Sol, que empezó el 16 de diciembre, de 2007.

### Conflicto Israel-Gaza (2008-2009)
Los F-16 de la Fuerza Aérea Israelí fueron usados de manera intensiva para atacar la Franja de Gaza en diciembre de 2008. Durante la operación perdieron la vida muchos civiles además de policías, militantes y combatientes de Hamás a causa de los bombardeos de los F-16. Los F-16 no sufrieron ninguna baja.

### Intervención militar en Libia (2011)
Varios cazas F-16 de la Fuerza Aérea de los Estados Unidos, de la de los Países Bajos, del Bélgica, de la de Dinamarca, de la de Noruega y de la de los Emiratos Árabes Unidos, participaron en la aplicación de la zona de exclusión aérea sobre Libia como parte de la Operación Amanecer de la Odisea.

### Intervención militar en Siria (2013-actualidad)
El 10 de febrero de 2018, un F-16 de la Fuerza Aérea Israelí fue derribado por un misil S-200 de la defensa antiaérea de Siria sobre la zona del Golán ocupada por Israel. El avión cayó a tierra en Harduf, al norte de Israel. El operador de armas resultó con heridas leves y el piloto, con lesiones muy graves. Desde 2013 y hasta ese momento, Israel había bombardeado territorio sirio en más de un centenar de ocasiones, en especial convoyes de transporte de armas iraníes para Hezbolá. El F-16 abatido formaba parte de una escuadrilla de represalia por la incursión de un dron iraní. En sucesivos ataques de los F-16 israelíes, se destruyeron las plataformas de lanzamiento de drones iraníes en Siria, instalaciones militares sirias, sobre todo radares y sistemas de defensa antiaérea.

### Guerra ruso-ucraniana (2022-presente)

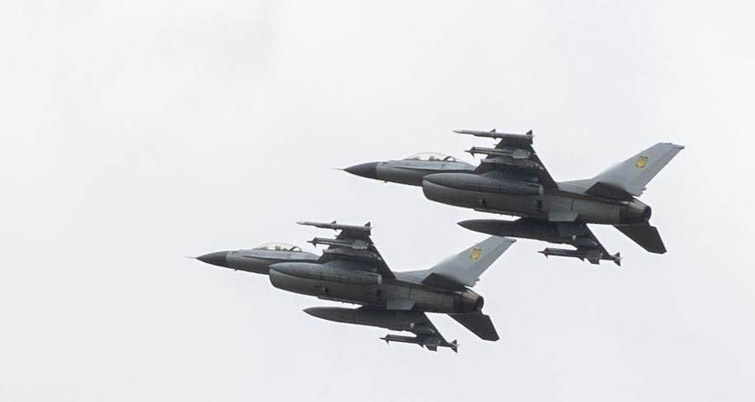
F-16 de la Fuerza Aérea de Ucrania

En 2024, la OTAN le prometió a Ucrania una flota de poco más de 60 aeronaves de combate F-16 Fighting Falcon. 
Según Ucrania, para junio de 2025 la Fuerza Aérea Ucraniana había perdido 4 de sus F-16, y 3 de sus pilotos. 
La primera pérdida se produjo supuestamente por fuego amigo el 26 de agosto de 2024. Un F-16 de la Fuerza Aérea de Ucrania se estrelló en un lugar no revelado de Ucrania durante un ataque ruso con misiles y drones. El piloto del avión, murió en el acto.
El 12 de abril de 2025, otro F-16 fue derribado, en la region de Sumy falleciendo su piloto. La aeronave fue probablemente derribada por un sistema de defensa aérea ruso de largo alcance S-400, también se indica que pudo haber sido por un misil aire-aire R-37. 
Otro F-16 se perdió el 16 de mayo de 2025. Según el mando de la Fuerza Aérea Ucraniana,  una "emergencia a bordo no especificada" obligo a que el piloto tuviera que eyectarse, fuera de las zonas pobladas. El piloto fue rescatado con éxito. 
A fines de junio de 2025, según fuentes ucranianas, un cuarto F-16 fue destruido mientras repelía ataques aéreos rusos. El piloto falleció en el acto. 

## Operadores

Operadores
Actuales
Antiguos
Futuros

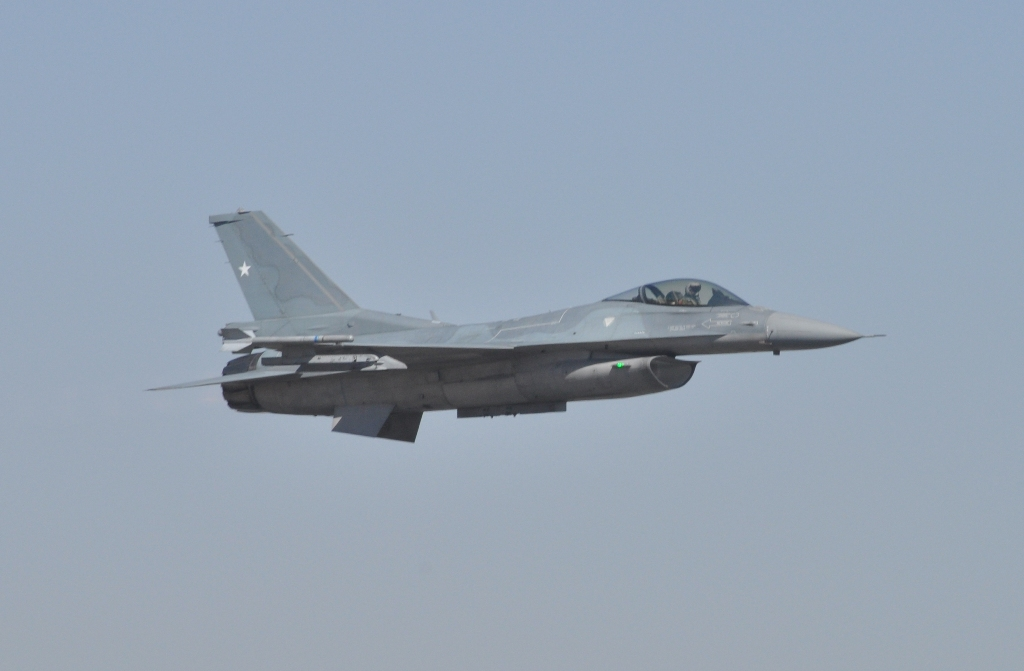
F-16C Block 50+ de la Fuerza Aérea de Chile.

El F-16 se ha vendido a más de 26 países, incluyendo Estados Unidos, habiéndose fabricado más de 4400 unidades. El éxito del programa del F-16 podría equipararse en cierta medida al del Northrop F-5E/F Tiger II en todas sus versiones, ya que es un avión fácil de adquirir y con los años ha demostrado ser un caza adaptable y de bajo coste de mantenimiento. De momento, el F-16 permanece en servicio con la mayoría de sus operadores, no obstante, algunas fuerzas aéreas, como las de Estados Unidos, Bélgica y Países Bajos han reducido notablemente su flota inicial de aviones. Mientas que algunos países (Chile, Italia y Jordania) han incorporado ejemplares excedentes de estos países. A finales de 2009 quedaban 1156 aviones F-16 en servicio con la Fuerza Aérea estadounidense.

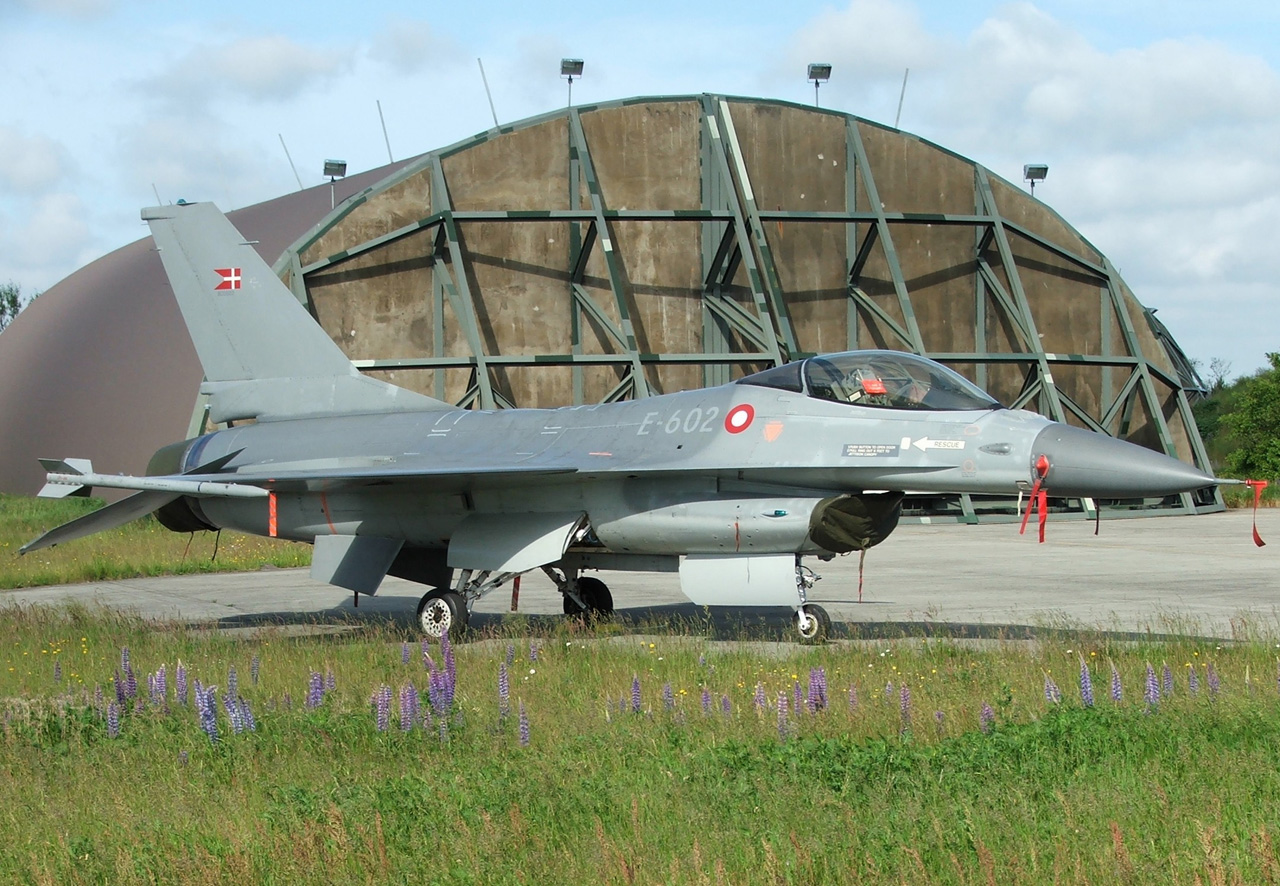
F-16 de la Real Fuerza Aérea Danesa.

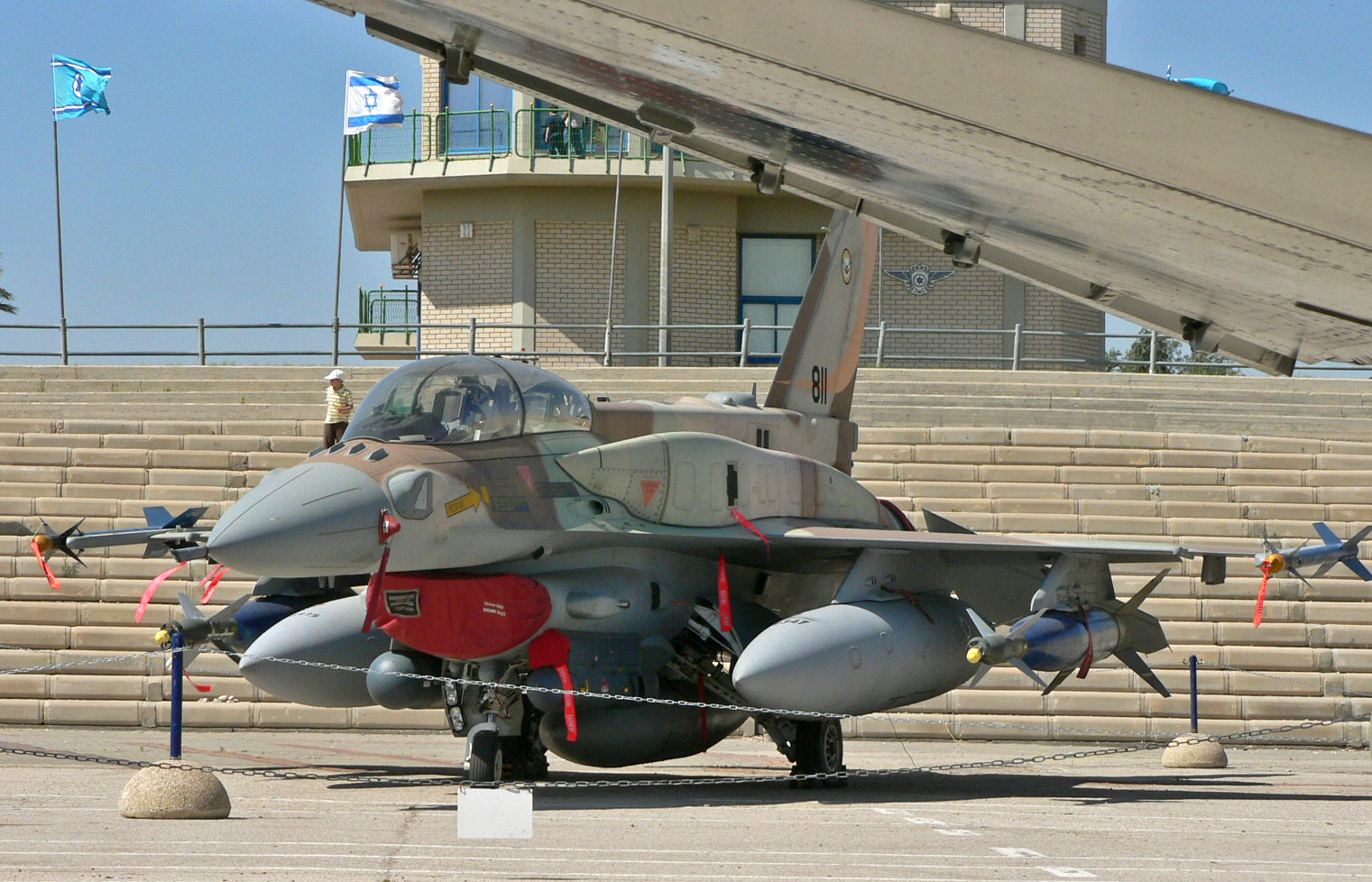
Un F-16I Sufa de la Fuerza Aérea Israelí.

| País                        | Usuario                                         | N.º de aviones adquiridos | Primera entrega | Variantes Operativas                          | Variantes retirada           | Primera unidad retirada | Año de retiro |
| --------------------------- | ----------------------------------------------- | ------------------------- | --------------- | --------------------------------------------- | ---------------------------- | ----------------------- | ------------- |
| Estados Unidos              | Fuerza Aérea de los Estados Unidos              | 2230                      | 1974            | CJ/DJ 50D/52D, E/F 60, C/D 70/72              | A/B 15, C/D 30               | 2000                    |               |
| Estados Unidos              | Armada de los Estados Unidos                    | 40                        | 1987            | N/TF 30                                       | N/TF 30                      | 1995                    | 1995          |
| Argentina                   | Fuerza Aérea Argentina                          | 24                        | 2025            | A/B 15 (MLU)                                  |                              |                         |               |
| Baréin                      | Real Fuerza Aérea Bareiní                       | 22                        | 1990            | E/F 60, C/D 70/72                             |                              |                         |               |
| Bélgica                     | Componente Aéreo del Ejército Belga             | 160                       | 1979            | AM/BM 15/20                                   | AM/BM 15/20                  | 2023                    | 2028          |
| Bulgaria                    | Fuerza Aérea de Bulgaria                        | 16                        | 2025            | C/D 70/72                                     |                              |                         |               |
| Chile                       | Fuerza Aérea de Chile                           | 46                        | 2005            | AM/BM 20 (MLU), C/D 50/52+                    |                              |                         |               |
| Corea del Sur               | Fuerza Aérea de la República de Corea           | 167                       | 1990            | KF-16 C/D 30/32, KF-16 C/D 50/52              |                              |                         |               |
| Dinamarca                   | Real Fuerza Aérea Danesa                        | 77                        | 1980            | A/B 15/20 (MLU), RF-16A                       | A/B 15/20 (MLU), RF-16A      | 2022                    | 2025          |
| Egipto                      | Fuerza Aérea Egipcia                            | 240                       | 1982            | A/B 15 (MLU), C/D 30/32, C/D 40/42, C/D 50/52 |                              |                         |               |
| Emiratos Árabes Unidos      | Fuerza Aérea de los Emiratos Árabes Unidos      | 80                        | 2004            | E/F 60                                        |                              |                         |               |
| Eslovaquia                  | Fuerza Aérea Eslovaca                           | 14                        | 2024            | C/D 70/72                                     |                              |                         |               |
| Grecia                      | Fuerza Aérea Griega                             | 170                       | 1989            | C/D 30, C/D 50/52, C/D 50/52+, C/D 70/72      |                              |                         |               |
| Indonesia                   | Fuerza Aérea del Ejército Nacional de Indonesia | 12                        | 1989            | A/B 15 (MLU), C/D 20/25, C/D 70/72            |                              |                         |               |
| Irak                        | Fuerza Aérea Iraquí                             | 96                        | 2014            | C/D 50/52                                     |                              |                         |               |
| Israel                      | Fuerza Aérea Israelí                            | 144                       | 1980            | C/D 40/42 Barak II, C/D 50/52+ Sufa           | A/B 15Netz,C/D 30/40 Barak I | 2016                    |               |
| Italia                      | Aeronautica Militare                            | 34                        | 2003            | A/B 15 (ADF)                                  | A/B 15 (ADF)                 | 2012                    | 2012          |
| Jordania                    | Real Fuerza Aérea Jordana                       | 64                        | 1997            | AM/BM 20 (MLU) ,C/D 70/72                     | A/B 15 (ADF)                 | 2020                    |               |
| Marruecos                   | Real Fuerza Aérea Marroquí                      | 48                        | 2010            | C/D 50/52, C/D 70/72                          |                              |                         |               |
| Noruega                     | Real Fuerza Aérea Noruega                       | 74                        | 1980            | AM/BM 15/20 (MLU)                             | AM/BM 15/20 (MLU)            | 2022                    | 2022          |
| Omán                        | Real Fuerza Aérea de Omán                       | 12                        | 2005            | C/D 50/52                                     |                              |                         |               |
| Países Bajos                | Real Fuerza Aérea de los Países Bajos           | 213                       | 1979            | AM/BM 20 (MLU), F-16A(R)                      | AM/BM 20 (MLU), F-16A(R)     | 2014                    | 2024          |
| Pakistán                    | Fuerza Aérea de Pakistán                        | 101                       | 1983            | A/B 15 (MLU), C/D 50+/52+                     |                              |                         |               |
| Polonia                     | Fuerzas Aéreas de la República Polaca           | 48                        | 2006            | C/D 50/52+                                    |                              |                         |               |
| Portugal                    | Fuerza Aérea Portuguesa                         | 45                        | 1994            | AM/BM 20 (MLU), C/D 50/52                     | A/B 15 (MLU)                 | 2013                    |               |
| Rumania                     | Fuerza Aérea Rumana                             | 12                        | 2016            | AM/BM 20 (MLU), C/D 50/52                     |                              |                         |               |
| Singapur                    | Fuerza Aérea de la República de Singapur        | 70                        | 1988            | A/B-15 (OCU), C/D 50+/52+                     |                              |                         |               |
| Tailandia                   | Real Fuerza Aérea Tailandesa                    | 61                        | 1988            | C/D 70/72                                     | A/B 15 (ADF)                 | 2025                    |               |
| República de China (Taiwán) | Fuerza Aérea de la República de China           | 150                       | 1997            | A/B 20, CJ/DJ 50/52, C/D 70/72                |                              |                         |               |
| Turquía                     | Fuerza Aérea Turca                              | 270                       | 1987            | C/D 30, CJ/DJ 50/52, C/D 70/72                |                              |                         |               |
| Ucrania                     | Fuerza Aérea de Ucrania                         | 103                       | 2024            | AM/BM 20 (MLU), A/B 15/20 (MLU)               |                              |                         |               |
| Venezuela                   | Aviación Militar Bolivariana                    | 24                        | 1983            | A/B 15                                        |                              |                         |               |

### Operadores no militares
| País           | Usuario                                             | Comentarios |
| -------------- | --------------------------------------------------- | --- |
| Estados Unidos | Administración Nacional de Aeronáutica y el Espacio | La NASA también opera aviones dos variantes del modelo original (procedentes de la USAF): los F-16XL y F-16A AFTI, utilizados para investigación y desarrollo de tecnologías avanzadas, tanto para el F-16 como para otros aviones. Adicionalmente, la NASA dispone de varios F-16 convencionales, usados como aeronaves de observación y bancos de pruebas de motores. |

Texto en negrita

## Accidentes e incidentes
De los muchos accidentes que han sufrido los F-16, cabe destacar los siguientes:
- El 8 de mayo de 1975, mientras estaba practicando una maniobra de demostración a 9 G en Fort Worth antes de ser enviado al Paris Air Show, al segundo YF-16 (matrícula 72-1568) se le atascó una de la ruedas principales del tren de aterrizaje. El piloto de pruebas, Neil Anderson, tuvo que realizar un aterrizaje de emergencia y eligió hacerlo en la hierba, intentando minimizar el daño y no poner en peligro a los muchos empleados de General Dynamics que estaban observando la demostración. El avión sólo resultó ligeramente dañado. Debido al incidente, fue enviado a París en su lugar el primer prototipo (matrícula 72-1567).[131]

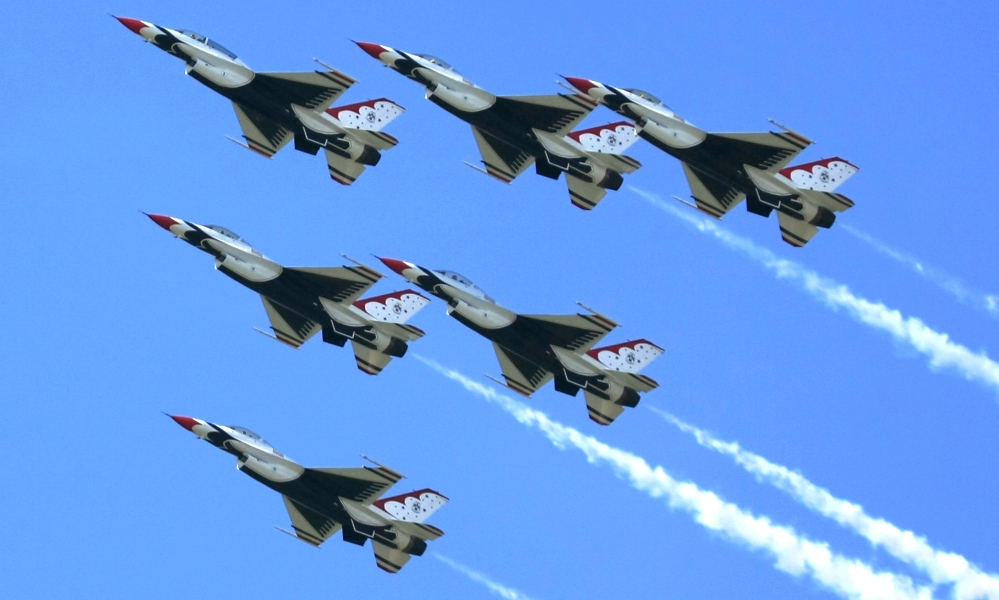
Vuelo de demostración de los USAF Thunderbirds.

- El 23 de marzo de 1994, durante un ejercicio conjunto entre el Ejército y la Fuerza Aérea de los Estados Unidos llevado a cabo en la Base Aérea de Pope, Carolina del Norte, un F-16D (matrícula 88-0171) del 74.º Escuadrón de Cazas/23.ª Ala de Cazas, impactó en pleno vuelo contra un avión C-141 de la USAF que transportaba paracaidistas del Ejército. Este accidente, conocido desde entonces como el "desastre de Green Ramp", tuvo como resultado 24 fallecidos y más de 80 heridos.[132]
- El 27 de marzo de 2000, un biplaza F-16D-30 del 109.º Escuadrón de la Fuerza Aérea Israelí de la Base Aérea de Ramat David se estrelló, pereciendo sus tripulantes, durante un vuelo de entrenamiento en el mar Mediterráneo, a 31 km del pueblo costero de Atlit, al norte de Israel. El piloto, el comandante Yonatan Begin, era un nieto del ex primer ministro israelí Menájem Beguin. Ni él ni su copiloto, el teniente Lior Harari, habían notificado ningún problema a sus controladores de tierra.[133][134]
- El 22 de junio de 2009, un F-16, perteneciente a la 388.ª Ala de Cazas de la Base de la Fuerza Aérea Hill, se estrelló durante una misión de entrenamiento rutinaria al oeste de Salt Lake City, Utah. El capitán, George Houghton, falleció en el accidente.[135]
- El 13 de septiembre de 2009, un F-16A de la Fuerza Aérea Israelí se estrelló durante un vuelo de entrenamiento sobre las colinas del sur de Hebrón, provocando la muerte del piloto Assaf Ramon. Assaf era hijo del expiloto de F-16 y primer astronauta israelí Ilan Ramon, fallecido en la tragedia del STS-107 Columbia.[136]
- El 26 de enero de 2015, un F-16 griego se estrelló en la base aérea de Albacete, España, mientras participaba en unas maniobras de la OTAN.[137] Murieron 11 personas.[138]

- El 5 de octubre de 2016, un F-16I de la Fuerza Aérea Israelí se estrelló cuando volvía de bombardear la Franja de Gaza. El aparato se incendió mientras aterrizaba en la Base Aérea de Ramón, en el desierto de Néguev, provocando la muerte del piloto Ohad Cohen. El navegante resultó levemente herido y pudo abandonar la nave antes de que se incendiase.[139]
- El 8 de diciembre de 2020, un F-16 Fighting Falcon perteneciente a la 115th Fighter Wing de la Guardia Aérea Nacional de Wisconsin, impactó contra terreno aproximadamente a las 20:00 LT (-6 UTC). Los primeros informes indicaban que el avión se accidentó cerca de Stevens Lake, cerca del condado de Delta en el Bosque Nacional Hiawatha, en la península superior del estado de Míchigan.[140]
- El 6 de marzo de 2025, dos KF-16 de la Fuerza Aérea de Corea del Sur lanzaron accidentalmente ocho bombas Mark 82 en una zona con población civil en Pocheon, ocasionando 43 heridos, 163 edificios dañados y varios vehículos destrozados.[141]

## Especificaciones (F-16C Block 50 y 52)
Referencia datos: USAF sheet, International Directory of Military Aircraft, Manual de vuelo para el F-16C/D Block 50/52+

### Características generales
- Tripulación: Uno (piloto)
- Longitud: 15,1 m (49,4 ft)
- Envergadura: 10 m (32,7 ft)
- Altura: 4,9 m (16,1 ft)
- Superficie alar: 28 m² (301,4 ft²)
- Perfil alar: NACA 64A204[144]
- Peso vacío: 8573 kg (18 894,9 lb)
- Peso cargado: 12 020 kg (26 492,1 lb)
- Peso máximo al despegue: 19 187 kg (42 288,1 lb)
- Planta motriz: 1× turbofán con poscombustión General Electric F110-GE-129 para aviones del Block 50.
  - Empuje normal: 76,3 kN (7781 kgf; 17 155 lbf) de empuje.
  - Empuje con postquemador: 131 kN (13 358 kgf; 29 450 lbf) de empuje.
- Capacidad de combustible: 3200 kg (internamente)[4]
- Planta motriz alternativa: 1× Pratt & Whitney F100-PW-229 para aviones del Block 52, de 79 kN (17 800 lbf) de empuje en seco y 129,7 kN (29 160 lbf) con poscombustión

### Rendimiento
- Velocidad máxima operativa (Vno): 2178 km/h (1353 MPH; 1176 kt) a 40 000 pies, limpio;[142] 1482 km/h (Mach 1,2) a nivel del mar[142]
- Alcance en combate: 546 km (295 nmi; 339 mi) en misión hi-lo-hi con 4 bombas de 454 kg
- Alcance en ferry: 4217 km con depósitos lanzables
- Techo de vuelo: 15 000 m (49 213 ft) [4]
- Carga alar: 431 kg/m² (88,3 lb/ft²)
- Empuje/peso: 1,095
- Límites g: +9,0
- Régimen de giro: 324°/s[145]

### Armamento
- Cañones: 

  - 1x M61A1 Vulcan de seis tubos rotativos de 20 mm, con 511 disparos
- Puntos de anclaje: 11 (2 raíles en extremos alares, 6 pilones subalares y 3 soportes bajo el fuselaje (2 para sensores)) con una capacidad de 7700 kg, para cargar una combinación de:  
  - Bombas: 

    - 8× CBU-87 Combined Effects Munition
    - 8× CBU-89 Gator
    - 8× CBU-97 Sensor Fuzed Weapon
    - 4× Mark 84, bomba de propósito general
    - 8× Mark 83, bomba de propósito general
    - 12× Mark 82, bomba de propósito general
    - 8× GBU-39 Small Diameter Bomb (SDB)
    - 4× GBU-10 Paveway II
    - 6× GBU-12 Paveway II
    - 4× GBU-24 Paveway III
    - 4× GBU-27 Paveway III
    - 4× Joint Direct Attack Munition (JDAM)
    - Wind Corrected Munitions Dispenser (WCMD)
    - B61
    - B83

  - Cohetes: 

    - 4× LAU-61/LAU-68, contenedor de cohetes (cada uno con 19/7× Hydra 70/APKWS,[146] respectivamente)
    - 4× LAU-5003, contenedor de cohetes (cada uno con 19× CRV7 de 70 mm)
    - 4× LAU-10 contenedor de cohetes (cada uno con 4× Zuni de 127 mm)

  - Misiles: 

    - Aire-aire:
      - 6× AIM-9 Sidewinder
      - 6× AIM-120 AMRAAM
      - 6× IRIS-T
      - 6× Python-4
      - 6× Python-5
      - 2× AIM-7 Sparrow[147][148] y 4× AIM-9 Sidewinder

    - Aire-superficie:
      - 6× AGM-65 Maverick
      - 2× AGM-88 HARM
      - AGM-158 JASSM (JASSM)
      - 4× AGM-154 Joint Standoff Weapon (JSOW)

    - Antibuque:
      - 2× AGM-84 Harpoon
      - 4× AGM-119 Penguin
      - Joint Strike Missile (a integrar)

  - Otros: 

    - ADM-160 MALD[149]
    - SUU-42A/A, dispensador de bengalas y chaff, o
    - AN/ALQ-131 y AN/ALQ-184, contenedores de ECM en línea central, o
    - LANTIRN, Lockheed Martin Sniper XR y Litening, contenedores iluminadores de blancos, o
    - AN/ASQ-213 HARM (HTS), contenedor iluminador (configurados típicamente en la estación 5L, con el contenedor Sniper XR en la estación 5R) o
    - Hasta 3× depósito lanzables Sargent Fletcher de 300/330/370/600 galones para vuelos ferry/extensión de alcance/tiempo de espera o
    - UTC Aerospace DB-110, contenedor de sensores EO/IR de largo alcance en línea central

### Aviónica
- AN/APG-83 o AN/APG-68, radar (depende de la variante). El radar AN/APG-68 está siendo reemplazado en muchos aviones F-16C/D Block 40/42 y 50/52 de la USAF por el radar AESA AN/APG-83.[150][151]
- AN/ALR-56M, receptor de alerta radar, siendo reemplazado en los F-16C/D Block 40/42 y 50/52 de la USAF por el AN/ALR-69A(V).
- AN/ALQ-213, suite de guerra electrónica, siendo reemplazado en los F-16C/D Block 40/42 y 50/52 de la USAF por el AN/ALQ-257.
- MIL-STD-1553[152]

## Aeronaves relacionadas

### Desarrollos relacionados
- General Dynamics F-16 VISTA
- General Dynamics F-16XL

### Aeronaves similares
- Chengdu J-10
- Chengdu/PAC JF-17 Thunder
- Dassault Mirage 2000
- IAI Lavi
- Mitsubishi F-2
- Mikoyan MiG-29
- Sukhoi Su-27

### Secuencias de designación
- Secuencia F-_ (Cazas estadounidenses, 1962-presente): ← F-12/C - F-14 - F-15/E/EX/J/STOL/MTD - F-16/XL/VISTA - F-17 - F-18/E/F/G - F-20 →